# Progreso (Santa Fe)

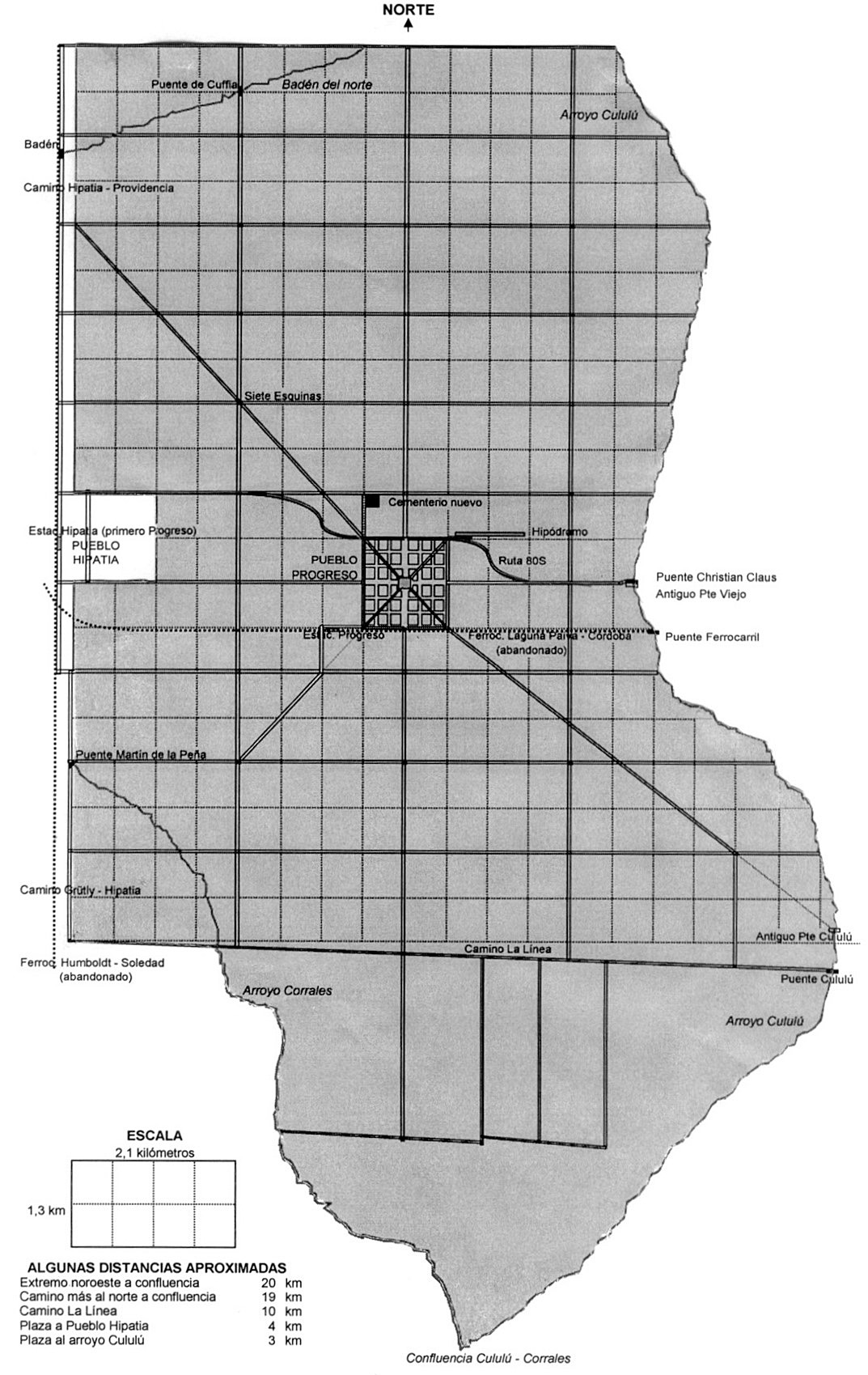
Progreso-Santa Fe-MapaDistrito válido desde 1980

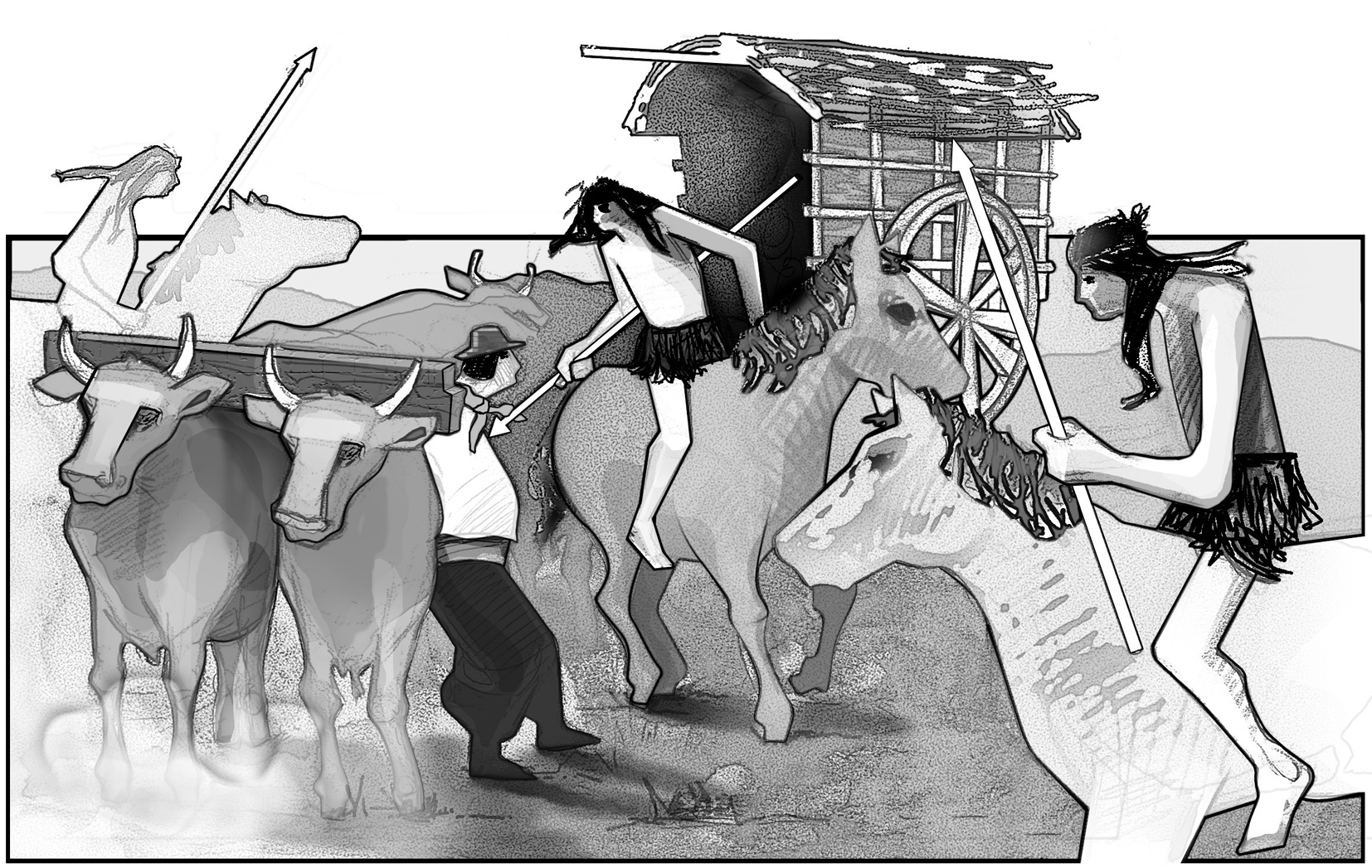
Progreso-Santa Fe-DibujoCarreta-ca.1790

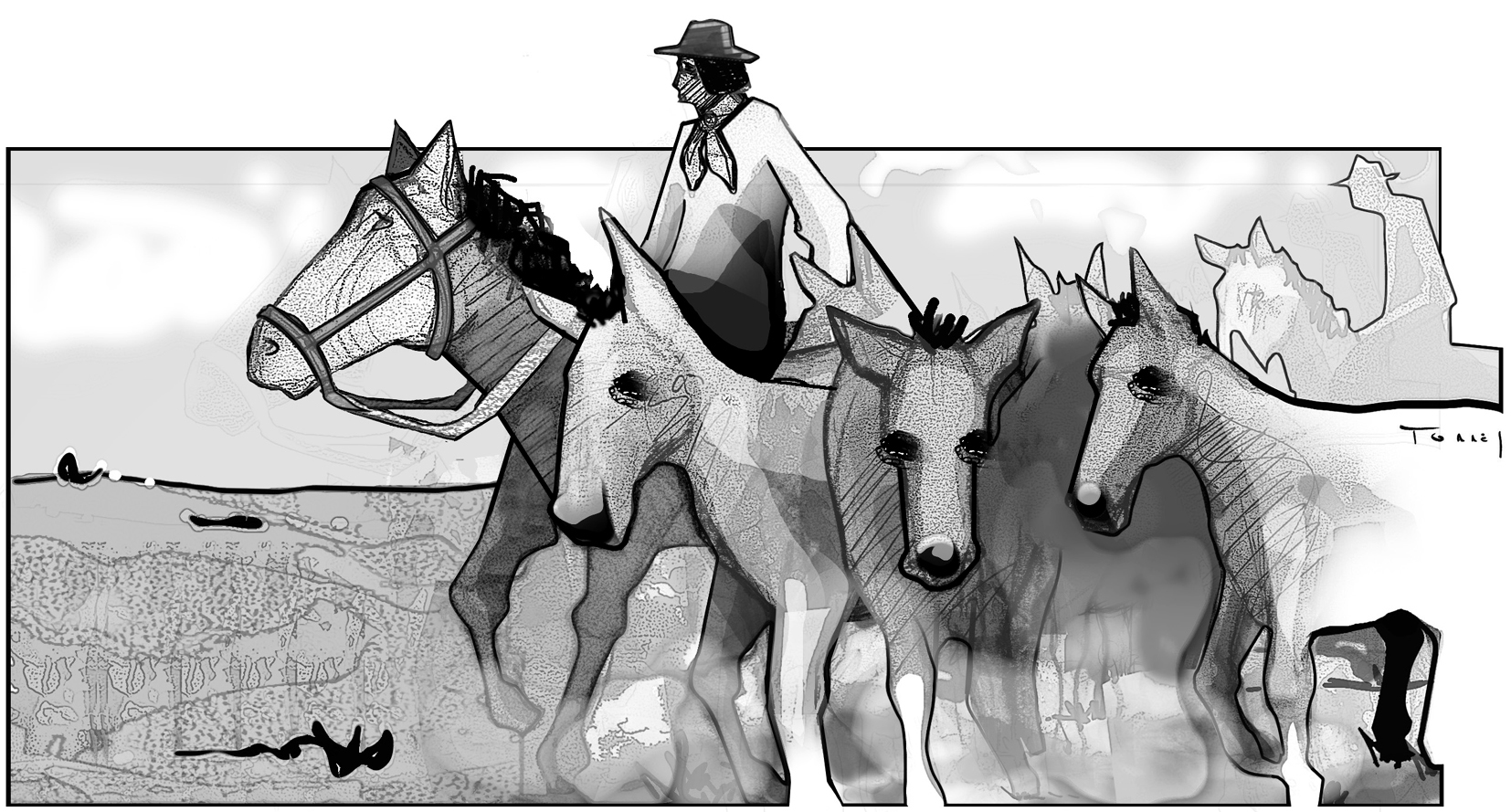
Arreo de mulas (de la zona del Cululú al Alto Perú), ca.1800

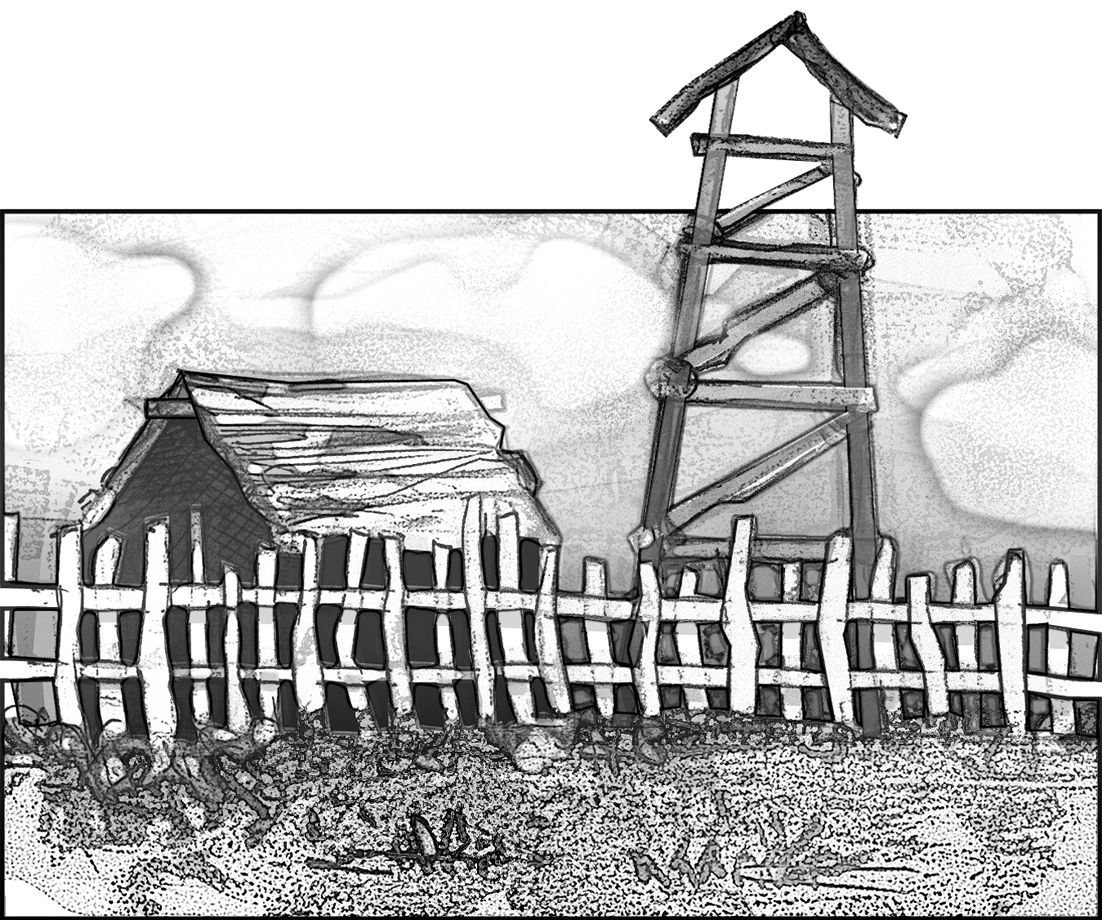
Fuerte típico en la zona de frontera del Cululú, hacia 1860

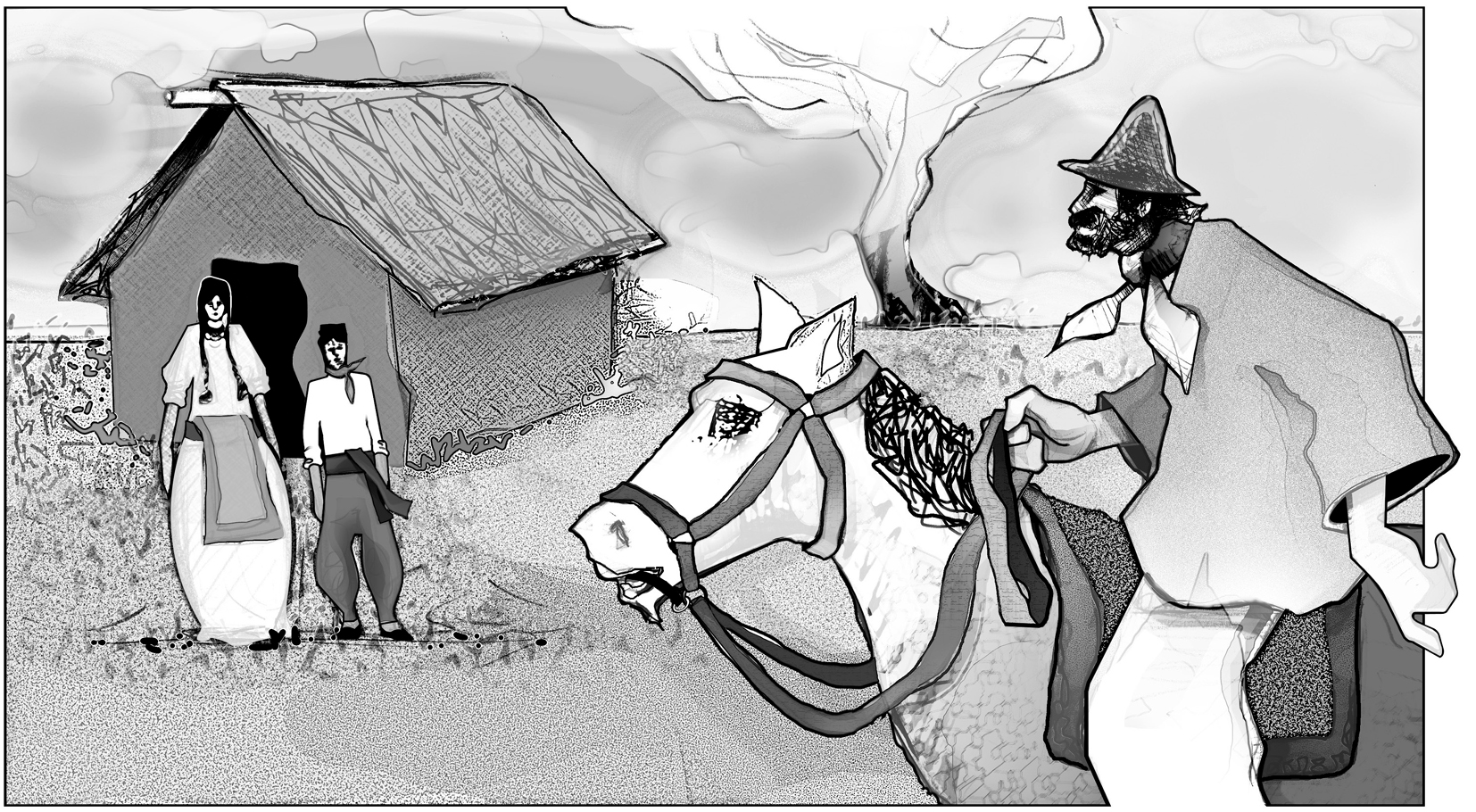
Progreso-Santa Fe-DibujoGaucho-ca.1870

Progreso es una comuna argentina ubicada en el Departamento Las Colonias, Provincia de Santa Fe. Se ubica en el centro geográfico de la provincia, a 75 km al noroeste de la capital provincial y a 45 km al norte de la ciudad de Esperanza, cabecera del departamento Las Colonias.
La línea vertebral de Progreso es la RP80-S, que por el este, a 7 km, se une a la RP4 (Laguna Paiva – San Cristóbal), que a la altura de  Nelson conecta con la RN11 (Rosario – Clorinda, Formosa). Por el oeste se une a la RP62, que a la altura de Sunchales conecta con la RN34 (Rosario – Prof. Salvador Mazza, Salta).
Sus principales actividades económicas son la agricultura, tambera y la ganadería, además la localidad posee un centro comercial y de servicios importante que abastece a clientes de toda la zona.

## Toponimia
No habiendo quedado por escrito ni existiendo testimonio directo alguno sobre el nombre de Progreso, se fueron creando a lo largo de los años distintas interpretaciones.
Desde el punto de vista etimológico, el nombre cobra su verdadera dimensión. La palabra “progreso” es relativamente moderna: no se registra en la literatura española sino hacia 1570. Fue tomada del latín “progressus”, derivada a su vez de “progredi”: caminar adelante, y éstas de “pro”: delante y de “gradi”: andar. Jugando con las palabras y su significado original, los progresinos o “progradientes” son los que andan hacia adelante. 
Es, sin embargo, en el sentido que la palabra “progreso” tenía en el siglo XIX donde hay que ahondar. La opinión del político santafesino Jonás Larguía, dada en 1871, resume mejor que nadie el concepto que se tenía en la época: “El trabajo es la ley del progreso. El progreso es la ley de la humanidad…”. Reforzando la idea, el título de un artículo del periódico esperancino “La Unión” hacia fines del siglo XIX decía: “Progreso: la palabra del siglo”. El progreso era entonces símbolo de un valor humano, con el que se identificaba la sociedad que marchaba a la vanguardia, que identificara totalmente el ideal del europeo colonizador, convencido de la superioridad de su cultura.
Tanto el fundador Crespo o el colonizador Claus pudieron haber propuesto ese nombre, los dos estuvieron de acuerdo en que la colonia se denominara así, y se convencieron de que era el mejor nombre que podía tener.

## Historia general

### Hasta 1800 - Indígenas, españoles y criollos
Antes de la llegada de los españoles a América, la zona del Cululú (un conjunto de distritos a ambas márgenes del curso medio del arroyo Cululú, donde se ubica Progreso), presentaba un aspecto virgen: una planicie de pastos salpicada por cañadas, y algunos montecillos a la vera del río y arroyos, en la ecorregión llamada espinal. Sin embargo, la zona estaba apenas ocupada: no era tan apta para la caza y la pesca, tenía poca agua y carecía de ríos utilizables como vías de comunicación. Siendo una zona de transición, entre el Chaco, la Pampa y la Costa Paranaense, constituía una especie de frontera natural entre distintos grupos indígenas, que la tenían más de tránsito que de habitación.
La relativa paz que reinó desde la fundación de la ciudad de Santa Fe en 1573, hasta los primeros años del siglo siguiente, permitió la distribución de tierras entre los vecinos a ambas márgenes del río Salado, donde surgieron las primeras estancias, que concentraban las tropas de hacienda o de carretas antes de emprender la travesía hacia el Tucumán, y de allí al Alto Perú. También se las dedicaba a la cría de ganado, con la consiguiente construcción de corrales de “palo a pique” y de ranchos, y fueron escenario de arreos y de vaquerías de los primeros gauchos santafesinos.
Hacia 1630 la situación cambió. Un grupo originario de los denominados Valles Calchaquíes de la zona precordillerana (Salta, Tucumán y Catamarca), los indios calchaquíes, desplazados de sus lugares ancestrales por la conquista española que se había impuesto, hicieron irrupción en el centro y norte santafesinos. La población blanca se retiró hasta la ciudad de Santa Fe, quedando el territorio ocupado para los recién llegados, adaptándose al nuevo medio de vida que se les ofrecía.
El esfuerzo español y criollo por contener el avance calchaquí dio buenos resultados, volviendo a una situación pacífica hacia 1690. Poco a poco los indios fueron sometidos. Algunos grupos fueron derrotados y exterminados, otros fueron convencidos para vivir en reducciones conducidas por religiosos, y ya asimilados aceptaron incluso combatir a sus hermanos montaraces. Surgieron nuevamente estancias y capillas en la zona occidental del río Salado y se volvió a poblar la zona del Cululú.
Hacia 1710 otro grupo indígena, llamado guaykurú, nativo del Chaco, se lanzó por entonces sobre territorio santafesino. Jinetes diestros e implacables, fueron arrasando todo a su paso. Los indios, mocovíes o abipones, quedaron dueños del lugar, y llegaron a establecerse con sus familias, en bien pobladas tolderías. 
En 1718, cuando la propia ciudad de Santa Fe estaba a punto de ser abandonada por sus habitantes, su Teniente Gobernador Martín de Barúa salió en expedición en busca de los indios invasores, con el propósito de contener su avance. Encontró un grupo numeroso al llegar al arroyo Cululú, a unos 60 o 70 km de Santa Fe (que ubican el escenario en los actuales distritos de Cululú, Santo Domingo o Progreso), teniendo lugar la Batalla del Cululú, con gran matanza de indígenas. 
A pesar del resultado de la batalla, el avance guaykurú siguió con más fuerza que antes, la zona del Cululú continuó siendo durante muchos años tierra exclusiva de los indios montaraces. Los dos fuertes que se construyeron en 1763 en el centro provincial, dejaron a la zona del Cululú entre ambos, disminuyendo fuertemente la presencia indígena, y pasado a ser una zona de frontera, peligrosa y mal defendida.
El impulso que las autoridades del Virreinato del Río de la Plata, creado en 1776, dieron a la defensa de las fronteras, llegó hasta este rincón de sus dominios. Entre 1776 y 1779 el Teniente Gobernador Melchor Echagüe y Andía hizo levantar el fuerte Cululú, en la margen izquierda del arroyo “a unas cuatro leguas de su desembocadura en el río Salado” (unos veinte kilómetros, que ubican al fuerte en jurisdicción del actual distrito Cululú). Con la erección del fuerte, la zona fue quedando paulatinamente libre de indios, y se hizo más accesible, aunque no llegó a constituirse en origen de un poblado estable.
Todavía por 1800 las tierras del futuro Progreso estaban ubicadas en una zona sin nombres precisos: a veces eran denominadas como Cululú y a veces como La Ramada (nombre que ya tenía más de doscientos años de antigüedad). Hacia 1800 La Ramada parece nombrar a una zona comprendida en el norte del actual Grütly, sur de Hipatia y suroeste de Progreso.

### 1800 / 1881 - "Descubrimiento", espera y gestación
Por esta época se agregó un nuevo camino (una huella), más al norte en dirección a Santiago del Estero, que pasaba por la zona del Cululú, colocándola en el dominio de lo explotable y económicamente valioso. Así lo estimó un viajero que frecuentaba ese camino: Francisco Antonio Candioti. Sus viajes al Alto Perú, donde comerciaba sus productos provenientes de toda la región litoral, y aun hasta de Asunción, le redituaban grandes beneficios. Dueño de centenares de miles de cabezas de ganado, y de extensas propiedades rurales que ocupaban varias regiones, era por entonces el vecino más rico de Santa Fe. Cabe presumir que al pasar por estas tierras, aparentemente sin otro dueño que el rey español, pensara en adquirirlas, acrecentando la extensión de sus campos y su ganado, y planeando quizá establecer allí una estancia. Su primer paso (en 1802), fue denunciarlas ante el gobierno, a efectos de que se verificara su dominio realengo, y se mandara mensurarlas y tasarlas, dejándolas en condiciones de ser adquiridas. 
Los movimientos revolucionarios que se estaban gestando en el Virreinato cambiarían una vez más el curso de los acontecimientos en esta tierra. El estallido de mayo de 1810 exigió a la población criolla un esfuerzo supremo. El eterno enemigo indígena pasó a un segundo plano: ahora el enemigo principal lo constituían las fuerzas españolas, que con sus filas bien armadas y disciplinadas amenazaban las todavía desorganizadas huestes patriotas. La zona del Cululú no quedó al margen de esos acontecimientos. Los soldados que la custodiaban desde su flanco norte, y todo hombre en condiciones de alistarse, acudieron al llamado patriota, dejando sus puestos descubiertos en los fuertes o en las estancias. Los guaykurúes aprovecharon la ocasión: penetraron las debilitadas defensas, y arrasaron nuevamente todo lo que en pocos años habían logrado sus enemigos blancos. Francisco Antonio Candioti, nombrado gobernador santafesino en 1810, intentó contener su arrollador avance. Pero sus esfuerzos fueron inútiles, y vio cómo su pretendida tierra de La Ramada, que ya no tenía Rey, no podía ser defendida. Hacia 1818 toda la frontera norte había quedado a merced de mocovíes y abipones. La zona del Cululú volvió a ser refugio de tolderías, de ganado robado de las estancias, y escenario de las escaramuzas entre unos y otros.
Hacia 1836, Estanislao López estableció una nueva línea de frontera en el norte, que pasaba justamente por la zona del Cululú, defendida por dos precarios fuertes: Cabrera (entre el arroyo Cululú y el río Salado, en algún lugar de los actuales distritos Cululú y Santo Domingo), y Ramada (al sur del arroyo Corrales, cerca de su desembocadura en el Cululú, es decir en el actual Grütly, muy cerca del límite con Progreso). La crónica señala que se fomentaba el asentamiento de población junto a estos pequeños fuertes, y entre los pequeños poblados se mencionan en 1837 a los de Ramada y Corrales. Todo indica que estas poblaciones estaban compuestas de soldados que vivían con indias cautivadas.
Aun con sus adelantos y retrocesos, esta parte de la frontera no volvió a ser dominada por los indios, más allá de sus continuas incursiones con secuelas de robo y de muertes. A no ser que aparezcan otras evidencias, cabría concluir que la zona del Cululú está habitada en forma continua por lo menos desde 1837, con población criolla e indígena asimilada. En los años siguientes la línea de fuertes se fue trasladando gradualmente hacia el norte, y volvieron a abandonarse los establecidos en esta zona ya pacificada. Quedaban aun algunos indios montaraces, algunos soldados desertores y otros elementos marginales que atemorizaban a los escasos pobladores del Cululú.
La nueva situación de paz definitivamente lograda, fue propicia para los primeros intentos de colonización (de ocupación de las tierras con fines agrícolas), pero esta vez favorecida por privados y el gobierno provincial, dirigida a pobladores extranjeros. Surgen entonces Esperanza (en 1856), seguida por San Jerónimo y San Carlos, y unos años después, en 1869, Grütly, en las puertas mismas de lo que sería Progreso. 
Ya por entonces, una serie de leyes provinciales impulsaban la adquisición de tierras fiscales, y el apoyo a su colonización. Por otro lado, un grupo de notables interrelacionados: gobernantes, agentes de colonización, hacendados y comerciantes emprendedores, a quienes se sumaban parientes y allegados, hacían sus ofertas por las tierras libradas del indio, conciliaban sus intereses sobre los reclamos superpuestos de terrenos, y compraban esa tierra pública a buen precio. Los terrenos, hasta entonces apenas divididos, se fueron adjudicando y fragmentando en extensas áreas dando forma a los futuros distritos.
Las promisorias expectativas de desarrollo de la zona del Cululú no pasaron desapercibidas para un alemán emprendedor: Christian Claus. Este alemán y su socio suizo Carlos Müller ya habían construido en 1866 el puente Mihura, en el paso de este nombre sobre el río Salado, comunicando Santa Fe con Esperanza. En 1870, por su cuenta y riesgo, construyeron otro puente, esta vez sobre el arroyo Cululú, uniendo Esperanza con el actual distrito Cululú. Reglamentada su inversión por un contrato con el gobierno provincial, se les concedió el privilegio de “cobrar derecho de peaje” por 20 años. Quedando allí especificado que todo lo que pasara por cuenta del gobierno sería gratis, cabe deducir que la intención no era sólo permitir un fácil acceso a los soldados de los fuertes y a sus proveedores, sino también a los pobladores criollos que ya estaban establecidos en la zona, preparándose para el mayor tránsito que la colonización de esas tierras prometía en un futuro cercano.
La primera referencia que relaciona la tierra de Progreso y la familia de donde provendría su fundador, es una solicitud del año 1802. En ella, el acaudalado estanciero santafesino Francisco Antonio Candioti, a la sazón de 59 años de edad, se dirigió a Prudencio María de Gastañaduy, teniente gobernador de Santa Fe, provincia del Virreinato del Río de la Plata, declarando ser propietario de tierras ubicadas entre el río Salado y el arroyo Cululú (en el actual distrito de Cululú), y sabiendo que existían hacia el oeste tierras realengas (que hoy se llamarían fiscales), las denuncia para sí, es decir, propone comprarlas al Rey de España, por medio de su representante en el Virreinato. El objetivo perseguido, según expresa Candioti, era dar espacio y alimento a su ganado, pues sus tierras resultaban insuficientes para sus rebaños cada vez más numerosos. Candioti no sólo habría conocido esas tierras por ser aledañas a las otras suyas, sino que las habría atravesado varias veces en camino al Alto Perú (Bolivia), aquel que acortaba distancias yendo directamente hacia Santiago del Estero, sin pasar por la ciudad de Córdoba. El estanciero y hombre de negocios arreaba animales hacia aquel destino, donde se vendían a muy buen precio.
Antes de dar respuesta, el teniente gobernador Gastañaduy dispuso que se designara a José Pujol (una mezcla de agrimensor práctico y administrador de tierras públicas), para verificar la condición de las tierras reclamadas, a efecto de hacer lugar al pedido o no. Pujol presenta su informe cinco años después (en 1807), constatando la propiedad realenga de esas tierras, y fijando los valores de tasación. Nunca se sabrá el precio final a que fueron ofrecidas las tierras, ni cómo ni a quién se pagaron. Este acto no consta en el expediente. El documento concluye sin información al respecto, y será la fuente de numerosos reclamos varias décadas después.
Pasaron más de 60 años. La historia pre-progresina fue rica en sucesos: del dominio colonial español a la última invasión indígena, seguidos por la reconquista de esa tierra en época de las guerras civiles, luego por la paz en la época de la organización nacional, y por último por los primeros establecimientos de agricultores europeos.  Fue en 1869 que los descendientes de Francisco Candioti iniciaron el trámite por el reclamo de esas tierras que nunca habían ocupado, y de las que no tenían título de propiedad. Muerto Candioti en 1815, estas tierras fueron heredadas por su hija María Dolores Candioti (casada luego con Antonio Crespo), y aun en vida de éstos, en 1869, se encargó a uno de sus hijos, Ignacio, la tarea de recuperarlas, vía reclamo al estado provincial. No teniendo éxito en sus gestiones, pasa la tarea a su hermano José María, quien logra finalmente el título de propiedad, que sus padres le legan formalmente como un adelanto de su herencia, en 1873.
En el período transcurrido entre 1873 y 1878, no se han hallado documentos que indiquen que José María Crespo haya intentado vender sus tierras a un particular o lotearlas para su colonización. El diario “La Nueva Provincia” de Santa Fe, del 13 de agosto de 1931 informaba: “Los continuos avances de la indiada con sus robos y crímenes hicieron que desde 1873 a 1879 nadie se animara a poblar estas tierras”.  El año 1879 daría el primer indicio de que Crespo había optado por colonizar sus tierras: por su encargo: “los señores Meier y Hosch intentaron colonizar, pero los muchos peligros que debieron afrontar los hicieron desistir de sus propósitos”.
Crespo persistió en su cometido, cambiando de estrategia. Tenía que buscar y encontrar una persona que literalmente dibujara el plano de la futura colonia, a una persona responsable y dispuesta a vender y administrar. Tenía que esbozar un plan que lograra interesar a inversores o pobladores de la futura colonia. Tenía que dar un marco legal al proyecto, que cubriera cada acto, cada operación, cada conflicto potencial. Fue así como el 7 de marzo de 1881 firmó un contrato con Christian Claus, alemán establecido en Esperanza, quien ya había participado en sociedades de colonización en tierras santafesinas, para que procediera a colonizar su campo, que esta vez llama el “Cululú”.

### 1881 / 1890 - La fundación y los pioneros

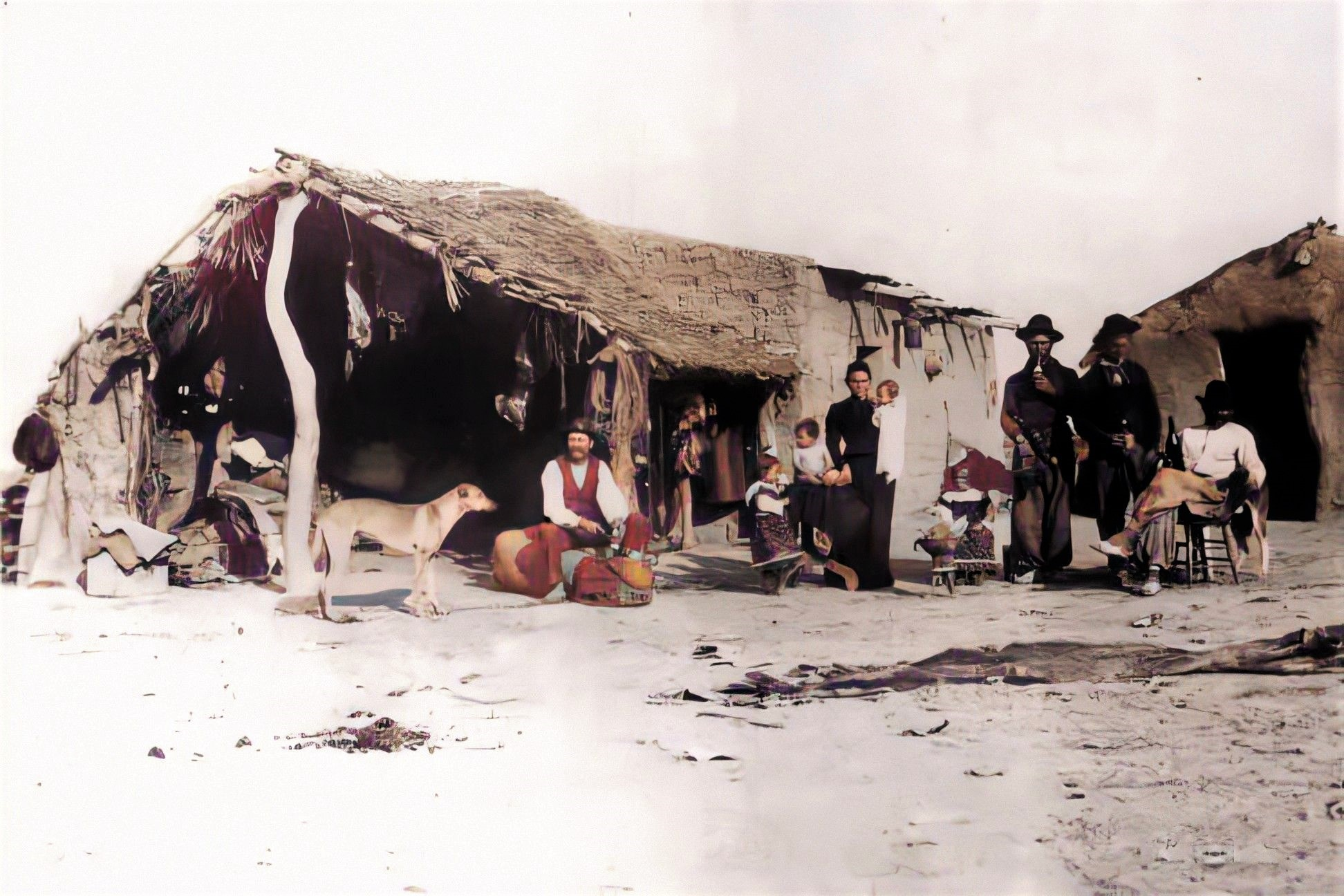
Vivienda típica de los primeros pobladores rurales, ca.1900 (imagen coloreada)

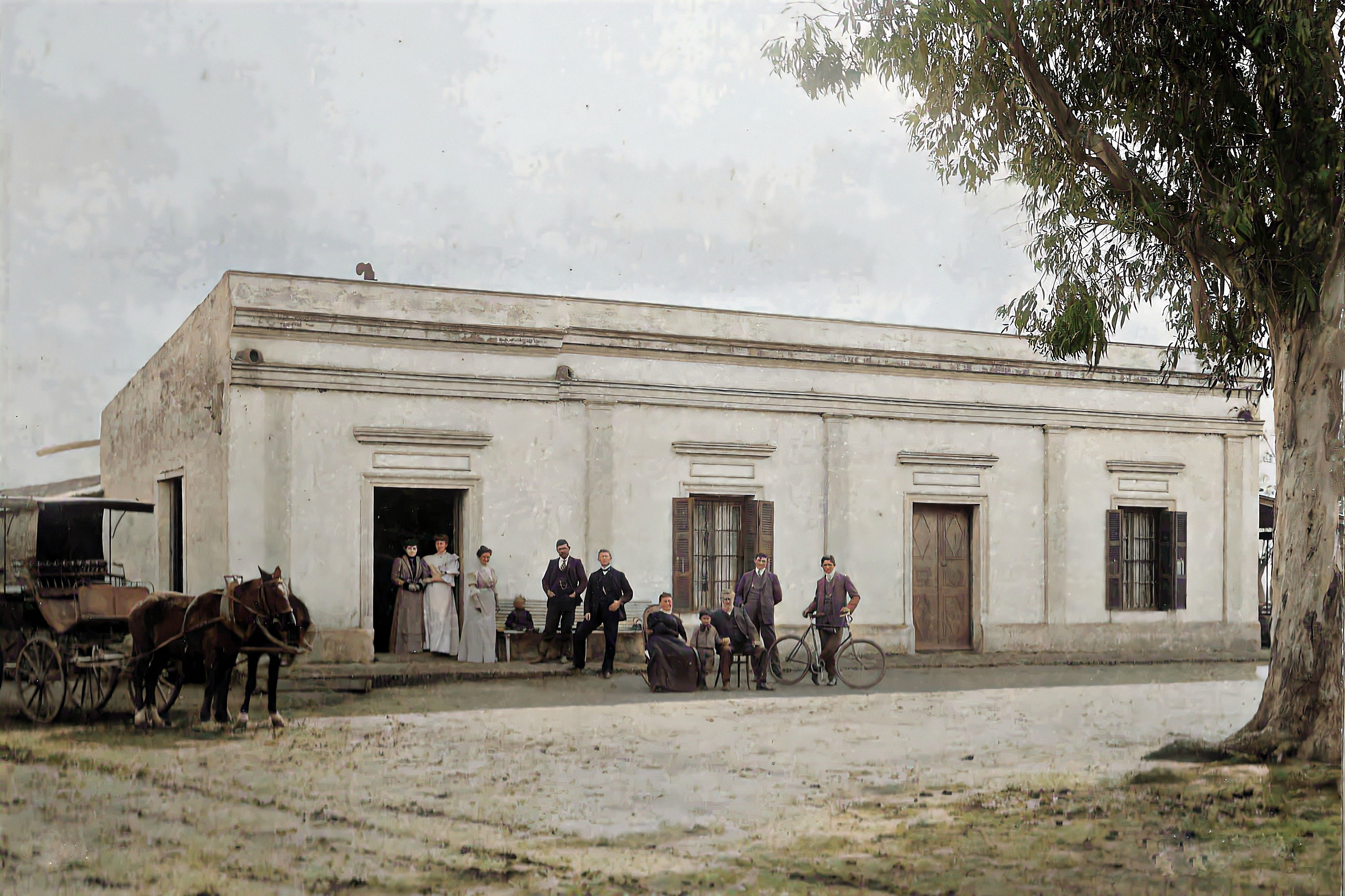
Casa rural de material, familia Lang, 1905 (imagen coloreada)

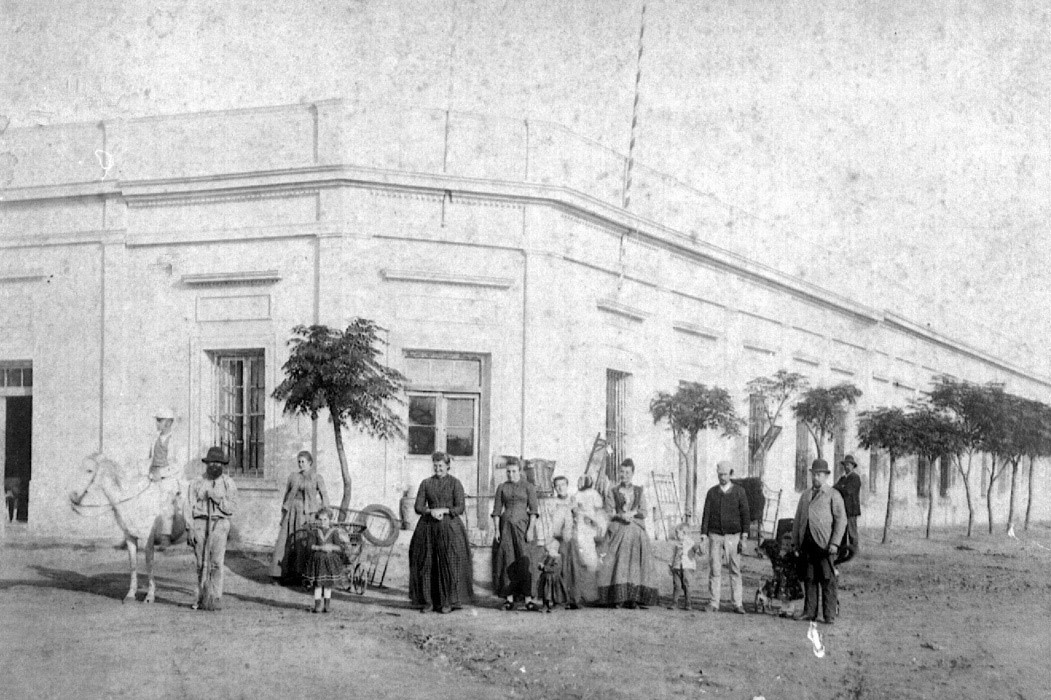
Progreso-Santa Fe-CasaHuber-ca.1887

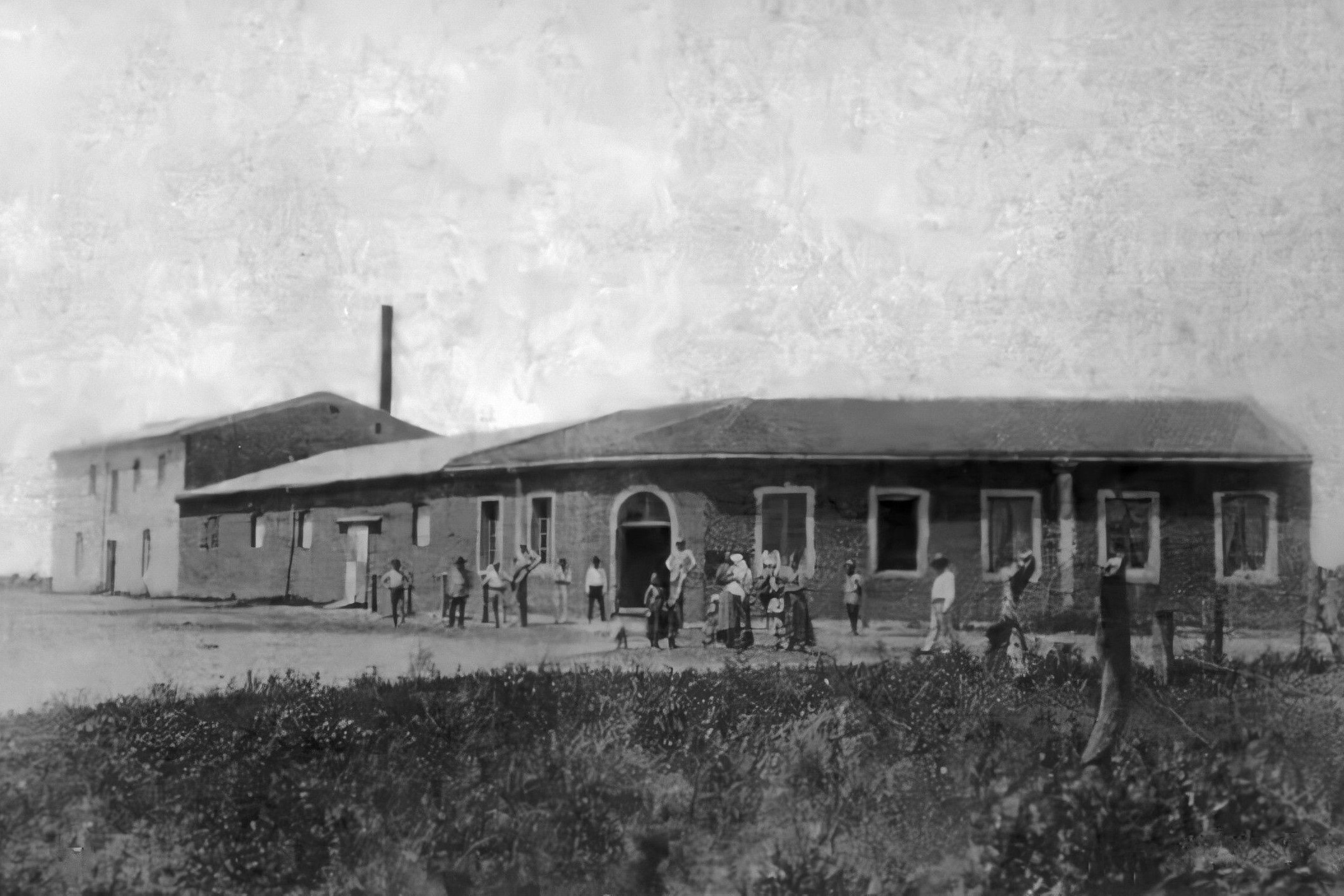
Progreso-Santa Fe-Molino-dec1890

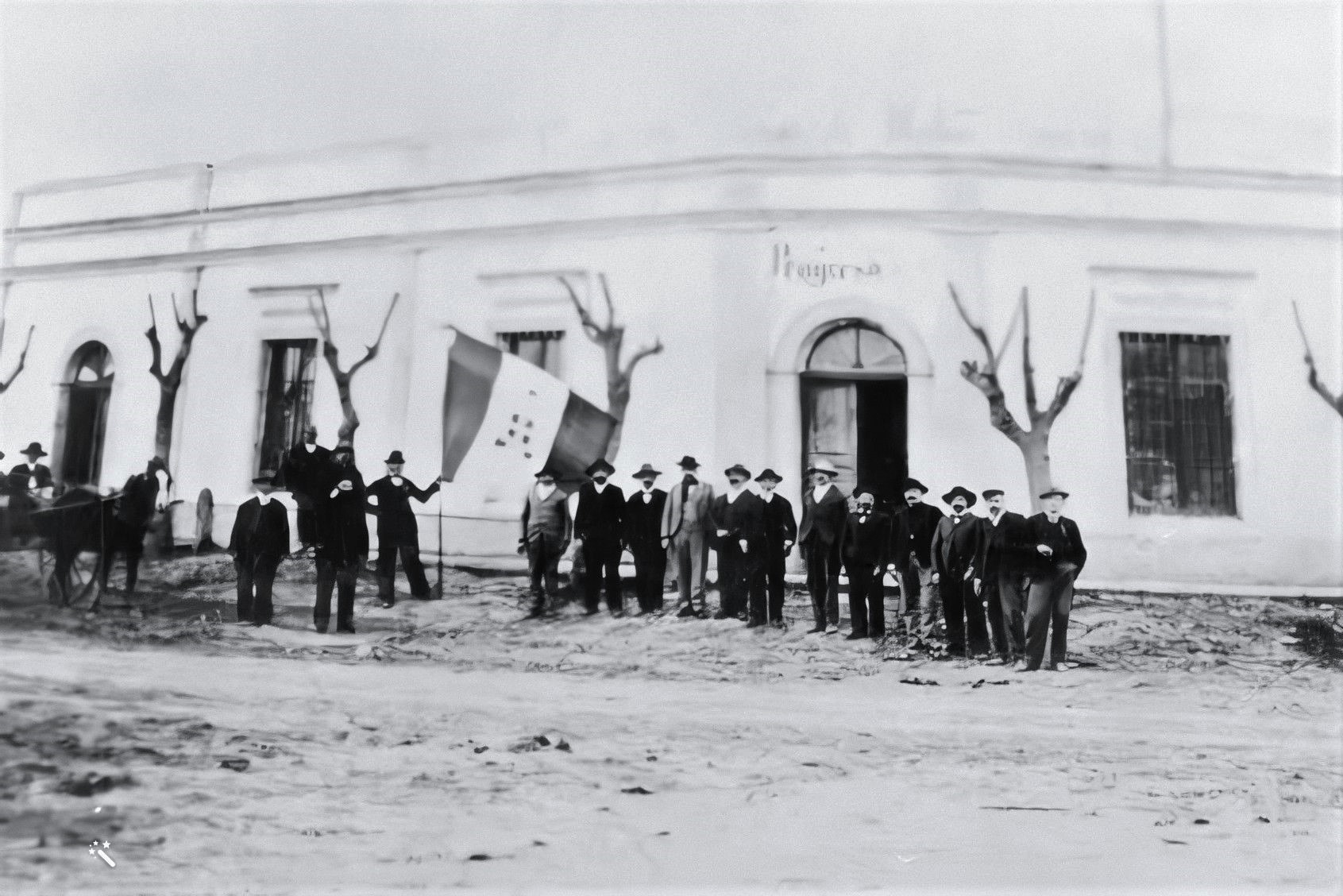
Progreso-Santa Fe-SociedadItaliana-dec1900

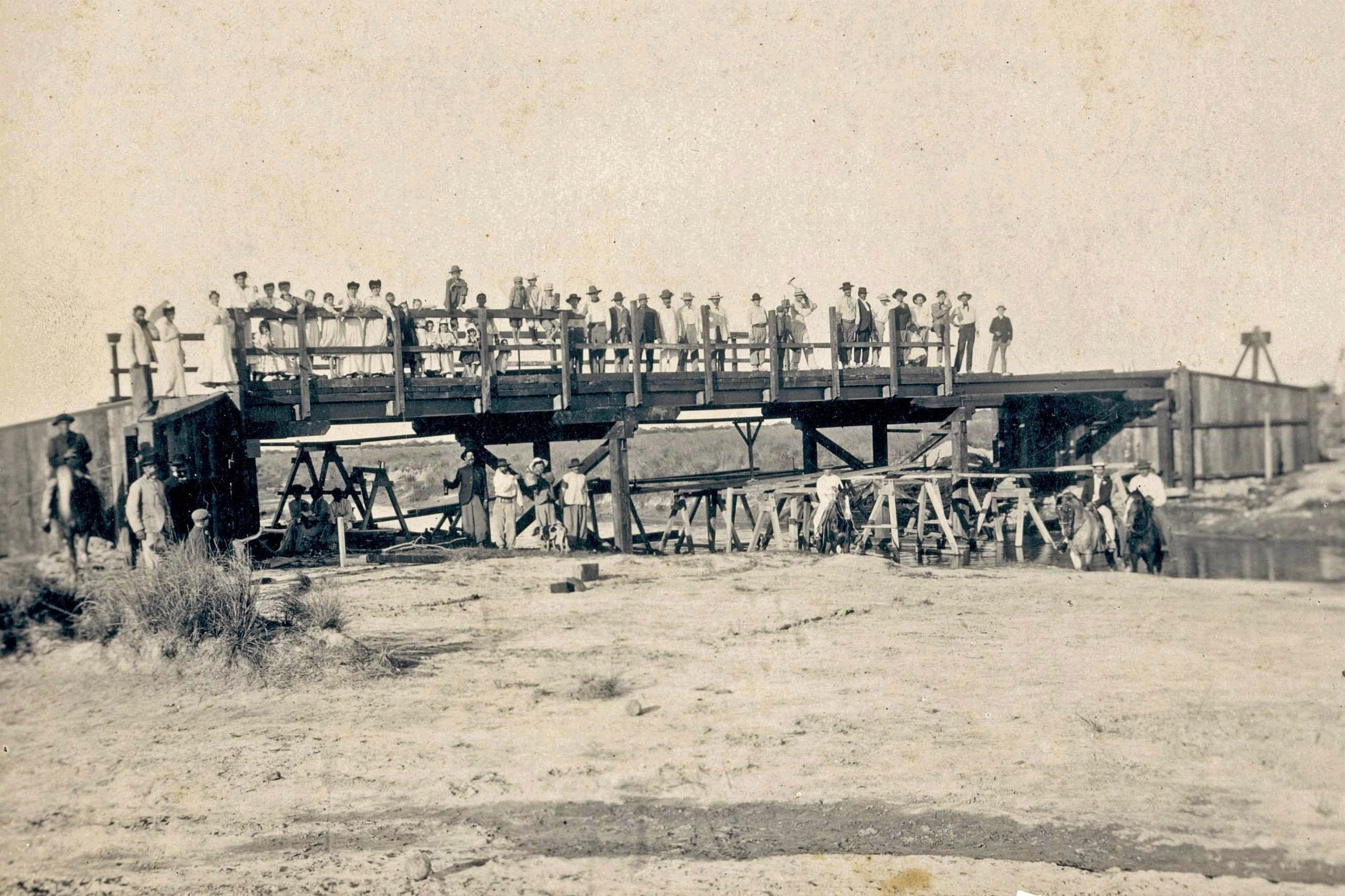
Progreso-Santa Fe-Puente-1906

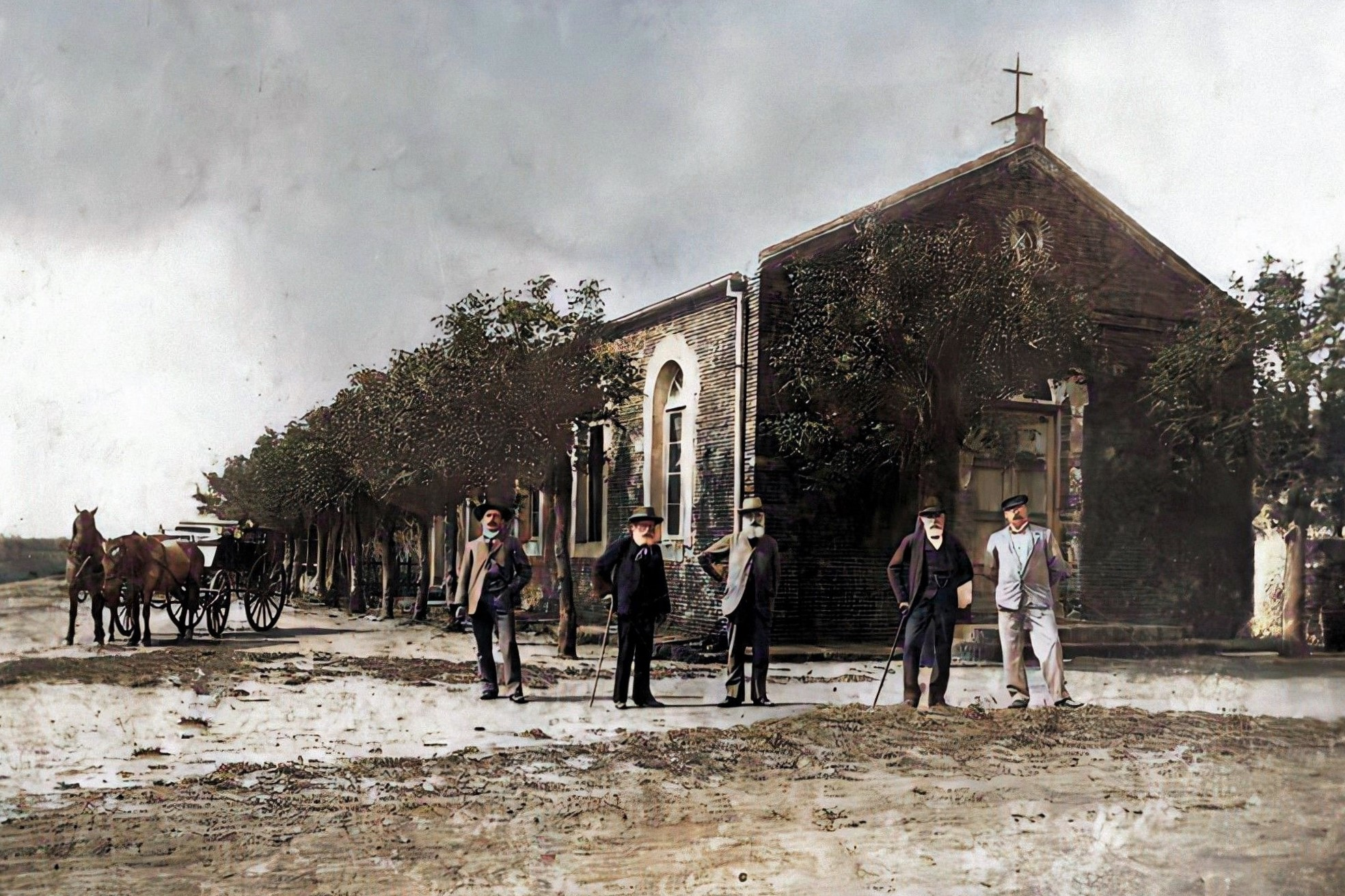
Templo protestante con algunos de sus miembros, ca.1900 (imagen coloreada)

Un documento de un pleito de 1886 resume lo acontecido posteriormente: “En cumplimiento de lo pactado, Christian Claus se puso a la obra, midió el campo, lo dividió en concesiones y lo colonizó en poco tiempo, bautizando la Colonia con el nombre de Progreso”. Hacia 1883 se daba a la Colonia Progreso por “colonizada”, ocupada por agricultores que en su mayoría estaban pagando su tierra a plazos, modalidad estipulada en el contrato de 1881. El informe de la Inspección de Colonias de 1883 no deja lugar a dudas: “Nada mejor se puede mencionar de esta Colonia que la rapidez con que se ha formado; pues el año 1880 principió a delinearse, el 81 a sembrarse, razón por la cual no ha podido figurar en la anterior memoria, y hoy ya tiene todo el adelanto que se menciona y las concesiones están ocupadas en su totalidad”. 
En cuanto a la planta urbana, siguió un proceso similar a la zona rural, pero más lento y demorado en el tiempo. Predominaron las compras de manzanas enteras o en mitades, en un proceso que comenzó en 1882, tomó fuerza en 1884, y culminó hacia 1890. A diferencia de la zona rural, varias manzanas, ya apropiadas, no fueron ocupadas con viviendas sino hasta muchos años después.  La fundación de Progreso comenzó en 1881, cuando Crespo formalizó con Claus, por contrato, su voluntad de establecer una colonia en su campo, y culminó unos dos años después, cuando ya estaba totalmente ocupada, sembrada, con viviendas construidas y caminos abiertos, y con un incipiente centro urbano en crecimiento.
El 25 de junio de 1881, en la ciudad de Santa Fe, José María Crespo procedió a vender treinta concesiones (de 34 hectáreas cada una), sin intermediario alguno, a los primeros tres interesados. Sus adquiridores fueron, según orden de aparición en el Protocolo: Ernesto Lang, alemán radicado en San Jerónimo, Lukas Meyer, suizo residente en Humboldt, y Kaspar Weder, suizo, también residente en Humboldt. Cada concesión se vendió a doscientos pesos bolivianos. La suma total de seis mil fue pagada en efectivo (situación atípica, pocas veces repetida posteriormente, en tanto la modalidad dominante fue la adquisición a plazos). En estas tres escrituras, aparece el nombre “Progreso” por primera vez, para la colonia en proceso de fundación.
A partir de agosto de 1881 los colonos comenzaron a llegar a las tierras recién divididas para su colonización. Con la ayuda de los habitantes criollos de la zona levantaron sus ranchos, desmontaron en las tierras donde hacía falta, demarcaron de forma duradera los límites de sus concesiones, prepararon la tierra para cultivarla. A fines de 1881 se estableció la primera casa de negocios en la colonia, según testimonios de la época una auténtica “pulpería”. Fueron sus propietarios los socios Cipriano García y Pascual Zamora, quienes pronto transformaron el establecimiento en la principal casa de ramos generales de la colonia, con la colaboración de un hijo del primero, José D. García. Poco tiempo después Fermín Montserrat abrió la primera carnicería.
En 1882 llegó otro contingente a instalarse, entre ellos los primeros italianos (siendo Angel Toffoli el primero nombrado por los testimonios) y otros que establecieron nuevos negocios: Santiago Rufenacht carpintería, Jorge Christe herrería. Ya había unas 30 familias instaladas. El 7 de julio de 1882 un decreto creó el Juzgado de Paz de la colonia, a cuyo cargo se nombró al suizo Emilio Hunzicker.
Con las garantías de progreso que daba una población ya establecida y con Juzgado de Paz, nuevos pobladores llegaron durante 1883. La plaza pública fue vallada y plantada con árboles. Christian Claus y Juan Heuser inauguraron en sociedad una casa de negocios. A través de las gestiones de Claus, que logró la primera ley provincial referida exclusivamente a Progreso, se construyó el primer puente sobre el arroyo Cululú en jurisdicción de esta colonia, en su límite sur con Cululú. Algunos testimonios indican que por entonces se había abierto la primera escuela primaria, a cargo del maestro Emilio Hunzicker. 
El hecho más destacable de 1884 fue la construcción del molino harinero (perteneciente a José Oswald, Christian y Carlos Claus), con el que se logró abastecer no sólo a Progreso, sino también a las colonias vecinas. Brindaron así comodidad y economía para los colonos que podían entregar sus productos agrícolas aquí, evitándoles los penosos y largos viajes a Esperanza (no había todavía ferrocarril). También en este año se habría establecido la “Sociedad de Tiro Alemán”, primera institución de índole social, aunque con características militares.
Hacia 1885 comenzó a construirse el edificio de la Iglesia Católica. Tuvo como primer párroco, al año siguiente, a Máximo Calandri. El libro de registros de bautismos, matrimonios y defunciones se abrió en 1886. Se instaló una estafeta de correos en la localidad, a cargo de Juan Heuser. Una mensajería basada en el servicio de diligencia, unía Esperanza con Providencia, pasando por Progreso.
En 1886 se creó la primera Comisión de Fomento (cuyo presidente fue Juan Heuser). En este año el administrador de la Colonia, Christian Claus, fue reemplazado por Cipriano García. El terrateniente Santiago Denner fundó la Colonia Hipatia, proyectando fundar el pueblo homónimo en tierras adyacentes situadas en Progreso. En 1887 se creó una comisión para la constitución de la sociedad evangélica, presidida por Ernesto Lang. En enero de 1888 el tren comenzó a circular, uniendo Humboldt con Soledad, y estableciendo la “Estación Progreso” en el actual pueblo de Hipatia. A fines de la década de 1880 ya se habría establecido, según testimonios, un consultorio médico, a cargo del doctor Guillermo Staats. Por entonces también se abría el primer despacho de farmacia, con producción propia de medicamentos, a cargo de Gustav Hülsberg. Este y su hermano Hugo instalaron simultáneamente una fábrica de licores (que el periódico platense en su número de agosto de 1931 denominó “bodega”, ya que también fabricaban algunos vinos). Hacia 1888 ya funcionaba otra escuela primaria particular, la “Castellana”, y al año siguiente se constituyó la Sociedad Escolar Alemana, presidida por Ernesto Lang, que administraría a partir de la década siguiente la Escuela Particular Alemana, de enseñanza primaria.
Hacia 1890, la colonia ya había adquirido su madurez. Rondaba los 800 habitantes, ejerciendo influencia sobre los pobladores de Hipatia, y sobre aquellos que vivían entre el arroyo Cululú y el río Salado, donde poco después se fundaría Santo Domingo. En menos de diez años, Progreso había creado una infraestructura laboral, comercial, de comunicaciones y de servicios esenciales que le daban fisonomía propia.

### 1890 /sigloXXI- El desarrollo posterior
La década de 1890 fue la de las realizaciones sociales y del espíritu. Se fundaron la Sociedad Suiza Helvecia, la Sociedad Italiana de Socorros Mutuos, la Escuela paras Niñas de las Hermanas de la Congregación de San Antonio, la Sociedad Frohsinn, la Asociación Recreativa Juventud Dorada. Desde el ámbito oficial se estableció el Registro Civil. Esa década de 1890 marcó también el inicio de una década de crisis (crisis. de crecimiento), que se extendió entonces por toda la Argentina, reforzada en Progreso por varios años de invasión de la langosta y de sequías, malogrando las cosechas, abrumando a los colonos de deudas, y haciendo que muchos dejaran la colonia para siempre. 
Hasta entrada la década de 1920 los hitos con “índice de progreso” que reanimaron a sus pobladores se fueron produciendo lenta, pero sostenidamente. En 1907 un nuevo puente sobre el arroyo Cululú. En 1909 un posible intento de cooperativa lechera, que cerró poco después, mientras el campo pasaba lentamente de la agricultura al tambo. En 1911 se abrió la estación ferroviaria Progreso, en la nueva línea Laguna Paiva - Córdoba. En 1914 la construcción del puente Martín de la Peña sobre el arroyo Corrales facilitó la comunicación con Grütly y colonias del suroeste. En 1917 se fundó el Foot Ball Club, canalizando las aspiraciones deportivas de los progresinos hacia el fútbol que comenzaba a hacer furor. En la década siguiente se instaló definitivamente el tenis con el Lawn Tennis Club. Se disolvieron algunas sociedades culturales. Aparecieron bandas y orquestas de vida efímera. La cantidad de habitantes creció también lentamente, llegando a los 1300.
En la década de 1920 aparecieron otros signos de reactivación: nuevas escuelas, la instalación de una usina eléctrica local, el primer cinematógrafo, el hotel más grande que habría de tener el pueblo. Paralelamente concluía un largo ciclo de construcción de viviendas: para entonces prácticamente habían desaparecido los modestos ranchos de adobe, reemplazados por casas de material. Se construyó un nuevo puente sobre el arroyo Cululú. Se iba consolidando la actividad tambera, y ya había cremerías y queserías.
El mayor impacto en los habitantes de principios de la década de 1930 lo constituyó la inauguración de la primera línea de ómnibus que unió Progreso con algunas colonias vecinas, con destino principal en Esperanza y Santa Fe. La llegada del cooperativismo en 1937, que agrupó a los productores tamberos de la zona sur, seguidos en 1943 por los de la zona norte, dio un impulso que significó un largo período de prosperidad para el campo. A fines de la década de 1930 se formalizó la unión con el Triángulo Sur (tierras pertenecientes hasta entonces a Grütly), dando a Progreso prácticamente su fisonomía actual, e incorporando buenas tierras y mejor paisaje. 
Durante la primera mitad del siglo XX Progreso había crecido lentamente, basado en su actividad agropecuaria. Había recibido nuevos aportes de población, que se fueron integrando al conjunto, mientras que parte de los descendientes de los colonizadores se marcharon buscando otros horizontes. Pero el saldo poblacional había sido positivo. Progreso tenía algo más de 1.500 habitantes, que gozaban, para la época, y dado el marco rural, de un nivel de vida sencillo en la vida cotidiana, y suficiente en lo económico. El 1 de agosto de 1955 abrió sus puertas una sucursal del Banco Provincial de Santa Fe, hecho que movilizó al pueblo y que puede considerarse como el inicio de otra época, de mayor integración con el resto de la sociedad. Ya para entonces nadie se refería a Progreso como Colonia Progreso.
En la década de 1960 comenzó a revertirse la tendencia de estancamiento poblacional. La situación económica del campo, cada vez más tecnificado y menos poblado, seguía siendo próspera. En 1963 se pavimentó la Ruta Provincial 4, dejando a sólo 7 kilómetros el camino rápido y directo a Santa Fe. En 1964 se creó el Ciclo Básico Comercial, que pronto se transformó en un centro de enseñanza secundaria completa. Así se logró no sólo formar mejor a los que habían decidido permanecer viviendo en su pueblo, sino también retener a parte de los jóvenes que hubieran seguido sus estudios en Santa Fe o en Esperanza. En 1965 se construyó el Centro Cívico, agrupando en un moderno edificio las funciones administrativas y policiales del distrito, que siguió ampliándose con los años para acoger a otras funciones. En esa década se inauguró un hipódromo (una pista recta, para carreras tipo cuadreras), en pleno campo. Torneos de fútbol, veladas escolares, bailes en los clubes sociales, corsos de carnaval, espectáculos a beneficio, funciones de aficionados al teatro y peñas folklóricas daban a Progreso un aire más festivo que nunca... También llegó el postergado teléfono, una sucursal del Banco de la Nación Argentina, la provisión de energía eléctrica rural, el servicio de agua potable, la pavimentación del acceso que une al pueblo con la ruta, que por Santa Fe o San Cristóbal o San Justo, lleva a todo el país por caminos siempre transitables. Se completó la pavimentación de las calles del pueblo, se construyó un dispensario, aparecieron los primeros barrios planificados de viviendas, se establecieron algunas pequeñas industrias, llegó la televisión por cable, se construyó un nuevo edificio para la escuela secundaria, y otro para el jardín de infantes…
Progreso entró al siglo XXI con aspecto renovado y moderno, totalmente integrado a la marcha de la Argentina y del mundo, cargando con todo lo positivo y lo negativo que llega de afuera.

## Historia poblacional

### Los primitivos habitantes
Sus primeros pobladores fueron indígenas, con pocas referencias en la historia conocida y con escasas evidencias arqueológicas halladas en Progreso (cerámicas, restos de hornillos, puntas de flecha). En parte por su nomadismo, en parte por el avance blanco que los combatía, su poblamiento fue siempre temporario, y no dejó huellas reconocibles en la población futura del lugar. La población permanente, que en la zona del Cululú puede fecharse a partir de 1837, reconoce otros orígenes.

### Las corrientes pobladoras

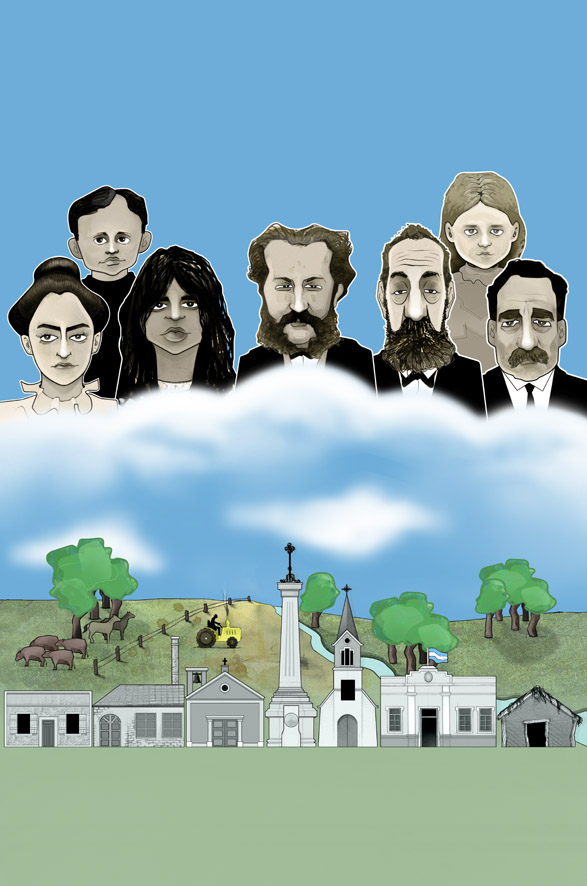
Portada del libro "Historia de Progreso, nuestro pueblo santafesino"

El territorio del Progreso actual, ya totalmente ocupado a fines de la década de 1880, estaba habitado entonces por un conjunto poblacional de orígenes diversos en nacionalidad, religión, lengua y cultura. Esquemáticamente puede decirse que el poblamiento de Progreso resultó de tres conjuntos de circunstancias, de tres llamados diferentes. Dado que estos llamados impulsaron un movimiento continuo de pobladores, mantenido durante algunos años, bien pueden denominarse corrientes.
– la corriente exploratoria, que comprende la llegada espontánea a la zona del Cululú de los primeros pobladores criollos. En 1887 representaba el 4% de los habitantes en los límites del actual Progreso (el 100% criollos).
– la corriente de Crespo, que pobló el área original de Progreso en los campos de José María Crespo, colonizada a partir de 1881. En 1887 representaba el 88% de los habitantes en los límites del actual Progreso (el 15% criollos, 85% de origen europeo))
– la corriente de Gessler, que colonizó a partir de 1882 los campos de Enrique Vollenweider y Rodolfo Gessler en el Triángulo Sur, que perteneciendo originalmente a Grütly, quedó al margen de su primera etapa colonizadora de 1869. En 1887 representaba el 8% de los habitantes en los límites del actual Progreso (el 2% criollos, 98% de origen europeo)
Cada corriente pobladora tiene su propia historia, y sus propios protagonistas. Todos convergen en Progreso durante la década de 1880. A partir de entonces, sus fuerzas se confunden, transformándose todos en hacedores de una historia común. En conjunto, la población a mediados de la década de 1880 estuvo representada por un 17% de habitantes criollos y un 83% de origen europeo (esto último como resultado de la gran ola migratoria que recibió la Argentina en la segunda mitad del siglo XIX).
Los pioneros en llegar prepararon las condiciones para la colonización exitosa, los que siguieron fueron agricultores que ocuparon las tierras disponibles de la colonia, por último llegaron los que potenciaron el desarrollo de la colonia sumándose o reemplazando a los agricultores que habían llegado antes, y los que se establecieron en la planta urbana ofreciendo a los anteriores el producto de su industria, comercio o servicios.

### Las nacionalidades
Más allá del origen familiar de los pobladores que llegaron a Progreso en la primera década, está su propia nacionalidad. Algunos pobladores de origen europeo (con padres, y hasta hermanos mayores europeos), ya habían nacido en la Argentina, y eran por tanto argentinos. Las nacionalidades representadas en Progreso hasta 1889, contabilizadas por jefe de familia y hombres solos, son:
Italianos 49, Alemanes 41, Suizos 26, Argentinos de padres argentinos 18, Argentinos de padres europeos 7, Austríacos 10, Españoles 6, Franceses 5, Paraguayos 2, Uruguayos 2, Belgas 1 
Esta tabla variaría levemente si se consideraran las nacionalidades de las esposas, ya que en general los jefes de familia estaban casados con mujeres de su misma nacionalidad. La consideración de las mismas agregaría un nuevo país de nacimiento: Brasil (la esposa de un alemán, nacida en el seno de una familia alemana, en su primera etapa migratoria en ese país.
Unos treinta años después llegarían para establecerse otros extranjeros con otras nacionalidades: Rusos, Ucranianos, Sirios, Libaneses, Bolivianos, y en las dos décadas siguientes Polacos, Croatas, Búlgaros, Checoslovacos, quizás Rumanos.

### Antigüedad de llegada al país
El 11% de las familias que llegaron a Progreso en su primera década ya estaban en la Argentina desde antes del inicio del proceso colonizador en Santa Fe, que comenzó con la fundación de Esperanza en 1856. Todas ellas eran familias criollas, cuya antigüedad por ascendencia española podía datar de uno a tres siglos, y por ascendencia nativa americana… por unos cuantos siglos más.
Otro 10% de las familias pobladoras de Progreso eran descendientes de familias llegadas al país entre 1856 y 1859, encontrándose entre las fundadoras y primeras en poblar Esperanza, y en menor medida San Jerónimo. Eran casi todas de origen alemán y suizo alemán.
Un 8% había llegado al país en la década de 1860, cuando el proceso colonizador santafesino había disminuido su velocidad. Se fundaron pocas colonias, y sus ocupantes ya no venían con un contrato de colonización bajo sus brazos. Provenían principalmente de San Jerónimo, pero también de Esperanza, de San Carlos, y de Guadalupe. La mayoría de origen alemán y suizo alemán.
El 71% restante de las familias pobladoras de Progreso, eran o provenían de familias de reciente inmigración, llegadas al país entre 1870 y 1889. Disminuyó fuertemente el flujo de inmigrantes germanos, y cobró fuerza el de latinos (italianos en primer lugar, incluyendo los tiroleses austríacos, seguidos de franceses y españoles).

### Procedencia inmediata anterior
Aproximadamente el 83% de las familias llegadas a Progreso estaba viviendo en el actual departamento Las Colonias al momento de tomar la decisión de establecerse en la nueva colonia. Se explica teniendo en cuenta que la acción colonizadora de Christian Claus se inició precisamente en Esperanza, el centro principal de la zona, y se circunscribió a su zona de influencia. Hasta donde se sabe, el proyecto colonizador de Progreso no fue publicado en los diarios, sino que se hizo de boca en boca: primero por Claus, y luego por la espontánea colaboración de los primeros pobladores que recomendaban a otros el lugar, o que se encargaban de conseguir interesados que los reemplazaran cuando quisieron marcharse
Esperanza fue la que proporcionó más pobladores: alrededor de una cuarta parte del total llegó directamente de esta colonia. Tiene la particularidad de haber sido el punto de partida tanto de familias germanas, como latinas y criollas: fue realmente para Progreso la principal puerta de salida de su población.
El segundo punto de salida hacia Progreso fueron las Colonias Cavour y Rivadavia. Fundada una en 1869 y la otra en 1876, habían atraído población mayoritariamente italiana, aunque también germana. Eran casi limítrofes de Progreso, y ambas en camino entre Progreso y Esperanza. Constituyeron el principal punto de partida de pobladores italianos. 
Se destaca luego el distrito Cululú (que entonces englobaba a los actuales Cululú y Santo Domingo). No estando estas tierras aun colonizadas (salvo unos pocos campos), pero suficientemente pobladas por criollos, fue naturalmente el origen de algunas familias criollas que se plegaron al proceso colonizador progresino.
También se destaca el rol poblador originado en San Jerónimo, Humboldt y Grütly, centros de origen de pobladores germanos. En menor magnitud, llegaron familias de San Carlos, San Agustín, Felicia y Nuevo Torino.
Todos estos orígenes de salida, que representan a más del 80% de los pobladores, señalan que recorrieron una distancia menor a los 80 kilómetros para llegar a Progreso, recorriendo en promedio unos 40 kilómetros desde su residencia anterior a la nueva.
Apenas quedan pobladores llegados desde otros lugares: Guadalupe y Rosario en Santa Fe, y algunos desde Entre Ríos (no más del 10%). Los llegados desde Europa, “con demora” o “directamente”, ya que tenían a Progreso como primer destino en la Argentina, representaron a lo sumo el 10% de los grupos familiares: alemanes, italianos (incluyendo tiroleses austríacos), en general convocados por familias ya establecidas en la colonia.

### Ocupación laboral y propiedad
El 66% de las familias que se dirigieron a Progreso basaban su medio de vida en las actividades agropecuarias. La casi totalidad en la agricultura, con intenciones de convertirse en patrones de la explotación. Apenas hubo “estancieros” dedicados a la cría de animales, así como escasos fueron los arrendatarios de campos y trabajadores agrícolas. 
El complemento que requerían las actividades agrícolas trajo alguna actividad industrial, muy elemental, que se ubicó tanto en la zona rural como en la urbana. El impulso dado desde el principio a la zona urbana, determinó una mayor especialización de estas actividades, así como las de comercio y de servicios. La incipiente actividad industrial (el 13% de los primeros pobladores), llegó de manos de especialistas del rubro alimentación (abastecedores que faenaban animales para producir carne, licoreros que fabricaban bebidas, y otros dedicados a la molienda del trigo y a la panadería). Los había especializados en la construcción y reparación de elementos de trabajo (herreros y carpinteros), de vivienda (ladrillero), y personales (zapateros). 
Una pequeña cantidad de familias (el 7%), instaló algún tipo de negocio de ramos generales, almacén o fonda. Las familias restantes basaban su actividad en servicios, ya sean administrativos y comunitarios, de transporte, o personales. Así como las  actividades agropecuarias eran desarrolladas por igual entre germanos y latinos, en los servicios predominaban germanos y criollos. 
El 83% de las familias era o se convirtió en poco tiempo en propietaria de su explotación agropecuaria, de su establecimiento industrial, o de su negocio. Eran en su mayoría cuentapropistas auxiliados por sus familias, y algunos pocos tenían ayudantes remunerados. Los asalariados con alguna calificación eran muy escasos: los empleados de la comunidad (administradores, maestro, policía, párroco), y arrendatarios agrícolas. Los jefes de familia que basaban su sustento en labores no calificadas tampoco eran numerosos (el 11% de los mismos): carreros, lavanderas, jornaleros y peones agrícolas y urbanos.
Progreso se convirtió en fiel reflejo de lo que se decía en la década de 1890 del fenómeno migratorio santafesino: “El aluvión humano había creado una sociedad nueva, caracterizada por la formación de una importante clase media en las ciudades y en las colonias. Los recién llegados crearon sus nuevas sociedades, apenas con la vigilancia lejana de las autoridades provinciales y con la única restricción de organizarse en el marco de generosas leyes. No tenían una clase social por encima de ellos. En el nuevo contexto de libertad se olvidaron de terratenientes, de nobles, de obligaciones militares, y de todo el edificio jerárquico que los sofocaba en sus países de origen. Ahora podían ser dueños de sus vidas y de sus actos”.

### Permanencia en Progreso
1884 quedó registrado como el año en que se marcharon las primeras familias. Aun con la imprecisa información con que se dispone, podría decirse que aproximadamente un 10% de las familias originales ya no vivían en Progreso al finalizar su primera década. Algunas habían llegado “a probar suerte” o “en busca de éxito”, y no los habrían encontrado. Un 90% de arraigo puede considerarse alto: Progreso vivió su primera década en forma floreciente, con buenas cosechas y suficientes logros en materia económica, administrativa, religiosa y educativa.
La década de 1890 fue posiblemente la peor en la historia de la colonia. Las crónicas y discursos de los protagonistas de la época describen en parte los motivos: la crisis económica argentina que comenzó hacia 1890, y los duros años que le siguieron, con cosechas malogradas por el clima, las langostas y los precios. Sus dichos quedan corroborados a través de las familias que se fueron: un 29% de las que habían llegado en la década anterior. Algunas se fueron a centros urbanos mayores, con posibilidades de desarrollo no agrícola, y otras a nuevas tierras para colonizar, más al norte y de precio más accesible. Repitiendo su propia historia, muchas familias de Progreso se convirtieron en pioneras o fundadoras de otras colonias en el norte del departamento Las Colonias, Castellanos y San Cristóbal. 
La década de 1900 siguió expulsando familias, pero a un ritmo bastante menor. A partir de 1910, pasada la prueba de los treinta años de arraigo (una generación), el éxodo amainó. Ya para entonces los hijos de las familias originales habían crecido y estaban en edad de independizarse. Aunque muchos de ellos se fueran de su pueblo (cosa que sucedió en gran escala), era muy probable que al menos uno, de los numerosos habidos por cada familia de antes, se casara aquí y se quedara. En algunos pocos casos la familia desapareció de Progreso al morir sus últimos representantes, sin dejar descendencia. 
Al entrar al siglo XXI, el 31% de las familias de la primera década presentan descendientes en Progreso, quienes están en general dispersos en numerosas familias, haciendo muy difícil que sigan desapareciendo. Progreso se quedaría así para siempre con descendientes de la tercera parte de sus familias originales, con descendencia viviendo en forma continua desde su época de formación.
La mayor proporción de arraigo se produjo entre familias propietarias rurales, de actividades agrícolas, de origen latino. Un grupo menor quedó formado por familias criollas, dedicadas originalmente a la prestación de servicios no calificados. Las familias que se marcharon en mayor proporción fueron las no propietarias, establecidas principalmente en la zona urbana, dedicadas a actividades industriales y comerciales, y de origen germano. Sin embargo siguieron llegando otras familias, al principio de los mismos orígenes y actividades, luego diversificándolos. Progreso tuvo capacidad para renovarse durante toda su vida.

### Evolución demográfica
Progreso cuenta con 2568 habitantes (Indec, 2010), lo que representa un incremento del 11.8 % frente a los 2297 habitantes (Indec, 2001) del censo anterior. Su población urbana asciende a 2118 habitantes (Indec, 2010), una variación del 13.4 % frente a los 1868 habitantes (Indec, 2001) del censo anterior.
| Gráfica de evolución demográfica de Progreso total distrito entre 1883 y 2010                     |
|                                                                                                   |
| Fuentes: de 1883 a 1947, "Historia de Progreso", de 1960 en adelante, censos nacionales del INDEC |

## Festividades
- Fiesta del Pueblo (a modo de fiesta patronal), 15 de agosto
- Fiesta Patronal, 8 de diciembre
- Fiesta Provincial del Queso, tercer sábado de enero

## Religión
- Iglesia Católica

Desde su inicio, en 1881, Colonia Progreso en formación había dejado reservada una manzana en su planta urbana, frente a la plaza, para la construcción de una iglesia. Con suscripción pública soportada por los vecinos, y una pequeña suma entregada por el Gobierno de la Provincia de Santa Fe, el modesto edificio se levantó entre 1884 y 1885. Se consagró como Santa Patrona de Progreso a la Inmaculada Concepción, cuya festividad se celebra el 8 de diciembre. Sus libros de registros de Nacimientos, Casamientos y Defunciones se  inician entre agosto y septiembre de 1886.
El crecimiento de la comunidad católica fue superando la capacidad del templo, formándose en 1942 una Comisión Parroquial con el fin de construir un nuevo edificio. En el mismo lugar se levantó finalmente la iglesia, que fue inaugurada en diciembre de 1944, con celebración de misa, distribución de las primeras comuniones, la comunión al público en general, y culminando con la imagen de la titular y patrona de la parroquia, la Inmaculada Concepción, llevada en procesión alrededor de la plaza.
La siguiente parroquia de la Iglesia Católica se encuentra en Progreso:
| Arquidiócesis | Santa Fe de la Vera Cruz |
| ------------- | ------------------------ |
| Parroquia     | Inmaculada Concepción    |

- Congregación Evangélica

Importantes numéricamente, los inmigrantes procedentes principalmente de Alemania y Suiza, encontraron en el departamento santafesino de Las Colonias, una posibilidad para seguir reafirmando sus creencias religiosas. El rápido crecimiento de la Colonia Progreso y de su zona de influencia había generado hacia 1887 una comunidad de convicciones evangélicas de unas doscientas personas, que representaba alrededor del 20% de la población total. En este contexto, y bajo la influencia de la congregación evangélica de Esperanza, se constituyó una Comisión Directiva para fundar la congregación de Progreso, concretada finalmente en marzo de 1887, bajo la denominación de Congregación Protestante.
Su primer culto se celebró en septiembre de 1887, ocasión en que se bendijo el cementerio de la comunidad (separado del católico, aunque en el mismo recinto). En 1892 se colocó la piedra fundamental para la construcción del templo (y de la casa pastoral), que se consagró finalmente el 9 de abril de 1893. Para afrontar los gastos de construcción de su sede, la comunidad participó activamente en recabar fondos: se recibieron donaciones, se hicieron colectas, se realizaron actividades sociales y deportivas con este fin. Se recibieron además quinientos marcos de la “Fundación Gustav Adolf”, entidad alemana que ayudaba a comunidades pequeñas y dispersas para construir sus templos y casas pastorales, y para pagar a los pastores.
El 12 de agosto de 1900 la congregación progresina se afilió a una unión de congregaciones protestantes, que pasó a llamarse desde 1965 Iglesia Evangélica del Río de la Plata. En otras palabras pasó a formar parte de un conjunto de congregaciones de tradición reformada y luterana, unidas y conectadas entre sí a través de esta institución de estructura superior, relacionada a su vez con otras instituciones luteranas de orden mundial.
La Iglesia se financia con la cuota mensual que abonan sus socios, con el óbolo por servicios religiosos, así como con eventuales regalos y donaciones. No existen más requisitos para ingresar a ella que profesar su fe. La Congregación continúa realizando bautismos y casamientos, y sigue celebrando su culto. La cantidad de miembros es pequeña, pero estable. Más importante todavía, siguen manteniendo viva la fe y la tradición que sus antepasados llevaron a Progreso desde el mismo momento de su fundación.

## Entidades deportivas y culturales
- Sociedad de Tiro Alemán

Fundada hacia 1884, fue la primera sociedad progresina organizada alrededor de un objetivo deportivo, en un marco normativo de tipo militar. Su objetivo era la práctica del tiro al blanco con arma de guerra, reconociendo un reglamento de tiro deportivo. Constituía el ámbito propicio para el desarrollo de una destreza masculina, que finalmente sería útil en un enfrentamiento armado (posibilidad real por entonces), y permitía alimentar el espíritu de competencia no sólo entre los hombres de la colonia, sino en los frecuentes torneos con colonias vecinas. Trascendiendo lo deportivo, se organizó además alrededor de conceptos clave para la época: la amistad, el honor y la moral. Habría estado activa hasta fines de la década de 1890, y latente hasta 1914, cuando transfirió sus terrenos a la Comuna local.
- Sociedad Italiana de Socorros Mutuos

Presidente: Dante Juan Herzog
La sociedad nació de la inquietud de la comunidad italiana de Progreso y localidades vecinas, en noviembre de 1892. El propósito original perseguido por la sociedad, consistía en organizar un plan de asistencia social soportado por sus beneficiarios (de allí lo de socorros mutuos). En pocos años dejó de ser un centro de congregación exclusiva de italianos, y dio la bienvenida a socios de otras colectividades… “promoviendo la moralidad y el bien social”. En 1905 le fue otorgada su personería jurídica, convirtiéndola en la primera otorgada a una institución local.
En la década de 1950 comenzó un período de transformación, dejando sus fines asistenciales originales, y transformándose en una sociedad principalmente recreativa y deportiva, que la llevó a tomar su característica actual (siendo la instalación de canchas de bochas su primer contacto con lo deportivo). Poco después se comenzó con la construcción de un salón, que se fue ampliando y modificando con los años. La Sociedad se fortaleció como centro recreativo: organización de bailes, y de funciones de cine y otros espectáculos.
Con la inauguración de su nuevo salón y escenario en la década de 1970, se caracterizó como centro regional de grandes bailes, y se volcó más a lo deportivo, con la creación de comisiones para desarrollar otros deportes: básquet y pádel. Con el tiempo, todas sus actividades deportivas se fueron derivando al Club San Martín, donde se centralizó el deporte progresino, quedando orientada a actividades de índole social y espectáculos en su remodelado salón. Más de un siglo después sigue manteniendo el espíritu esencial de sus fundadores: crear una sociedad alrededor de la cual se fortalezca el sentido de comunidad.
- Club Atlético y Social San Martín

Presidente: Sebastián Cantoni. Vicepresidente: Jorge Heymo.
Nació como una inquietud de un grupo joven de entusiastas progresinos, por el deporte que se estaba imponiendo en todo el país: el “foot ball”. Era el 17 de junio de 1917. Si bien la actividad fundamental del club era el fútbol, no dejaron de lado el aspecto social, especialmente en la organización de bailes.
Los primeros años disputó partidos locales, y algunos amistosos con equipos de los pueblos vecinos. La reforma de estatutos de 1946, le permitió al club afiliarse a la Liga Esperancina de Fútbol, entidad que regía la organización de los torneos de la zona. 
El crecimiento deportivo del club (en cuanto a nuevas disciplinas), se inició en 1958, al fusionarse con el “Bochín Club”, de menor envergadura, con unos pocos socios aficionados al juego de bochas, que había sido fundado en 1952.
El siguiente hito en la historia deportiva del club fue la incorporación del tenis, en 1960, llegó con una nueva fusión, esta vez con el “Progresista Lawn Tennis Club”, con importante cantidad de socios, y con una trayectoria continua desde 1923. La institución se consolidaba como un club que pasaba a nuclear a distintas disciplinas deportivas.
El siguiente salto del club se orientó a las actividades hípicas. Para darle cabida hubo que modificar sus estatutos, surgiendo esta vez desde el mismo club el “Hipódromo San Martín”, conocido también “Jockey Club de Progreso”, por la entidad que lo patrocinaba. El hipódromo, especializado en cuadreras (con dos o más caballos parejeros, y con apuestas), sigue en actividad, sucediéndose las carreras a través de los años, cubriendo una amplia zona de influencia.
A partir de la década de 1970 se fueron sumando otras disciplinas deportivas: básquet, pádel, natación, hockey femenino, patín, vóley playero, ciclismo… y las que van a llegar.
• Casa de la Cultura "Emilio Hunziker"

Comuna de Progreso

INFORMACIÓN DEL ESPACIO:

Dio inicio a sus actividades el cinco (5) de marzo del año 1998.

Desde sus inicios contamos con el mismo edificio, una casa antigua con una larga historia que fue donada a la Comuna de Progreso por el último de sus dueños. Funcionó durante muchos años como Escuela de Enseñanza Media y luego como Jardín de Infantes.

Su fachada y molduras, de fines Siglo XIX, con ventanas y puertas altas. Los pisos de mosaicos llenos de colores son los característicos de nuestra Casa de la Cultura.

Contamos con el servicio de un Centro Tecnológico Comunitario, donde hay 7 computadoras con impresora para el uso que cualquier persona requiera o necesite. En este Centro, donde además funciona la secretaría de la Casa de la Cultura, también se dictan cursos de computación, diseño, marketing digital, entre otros.

La principal funcionalidad de la Casa de la Cultura es como Centro Cultural, donde le acercamos diferentes propuestas como Talleres, Cursos y Seminarios, para cubrir todas las edades, necesidades y gustos artísticos de nuestra comunidad.

Además en fechas importantes como el Día del Medioambiente, Día del Niño, Día de la Primavera, entre otras, realizamos eventos en la Plaza Local, gratuitos para toda la comunidad, con diferentes temáticas y shows en vivo y en vacaciones de invierno y verano organizamos diferentes actividades gratuitas para niños/as.

## Paisaje

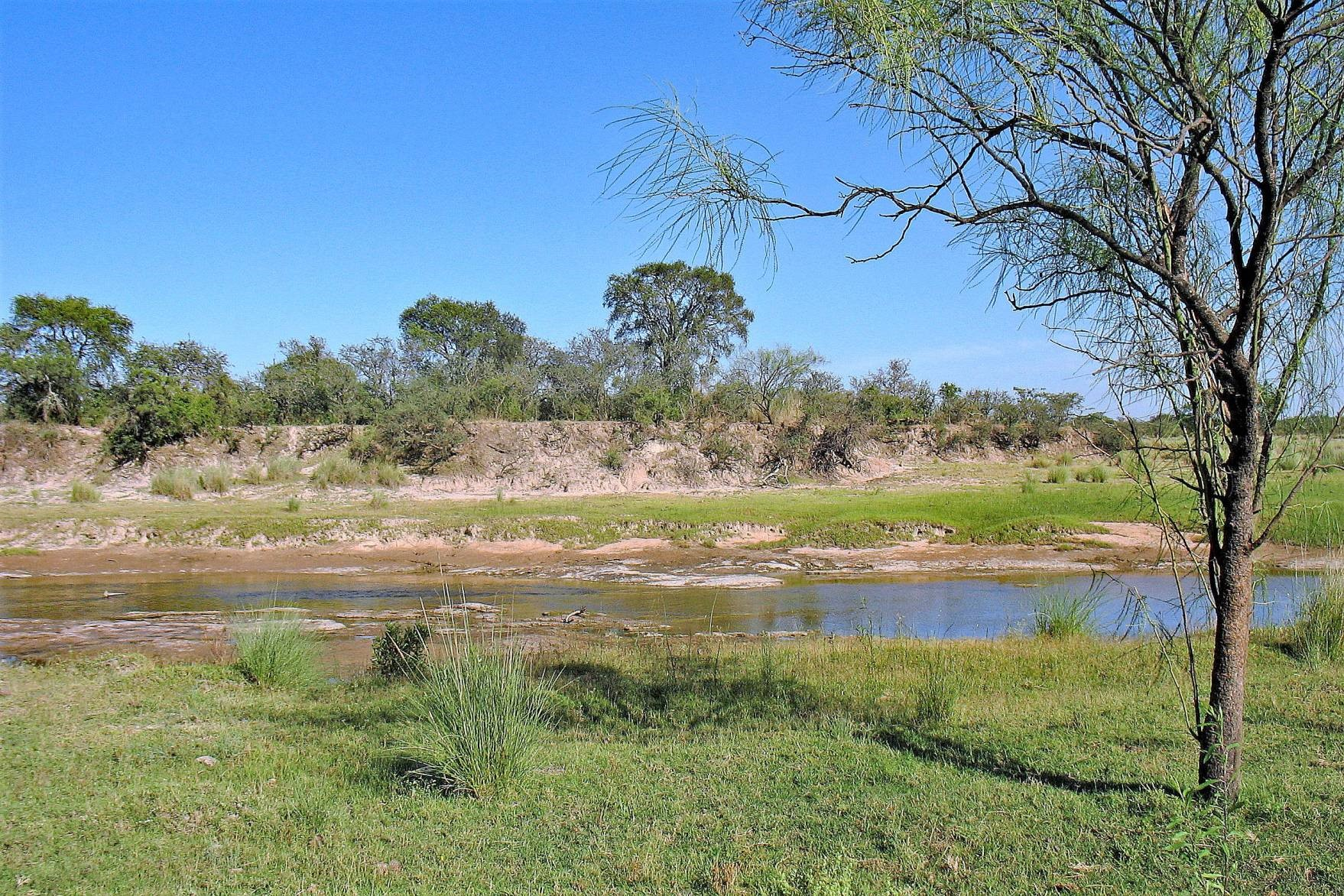
Arroyo Cululú, en el sector donde hace de límite entre los distritos de Progreso y de Cululú, rodeado de monte

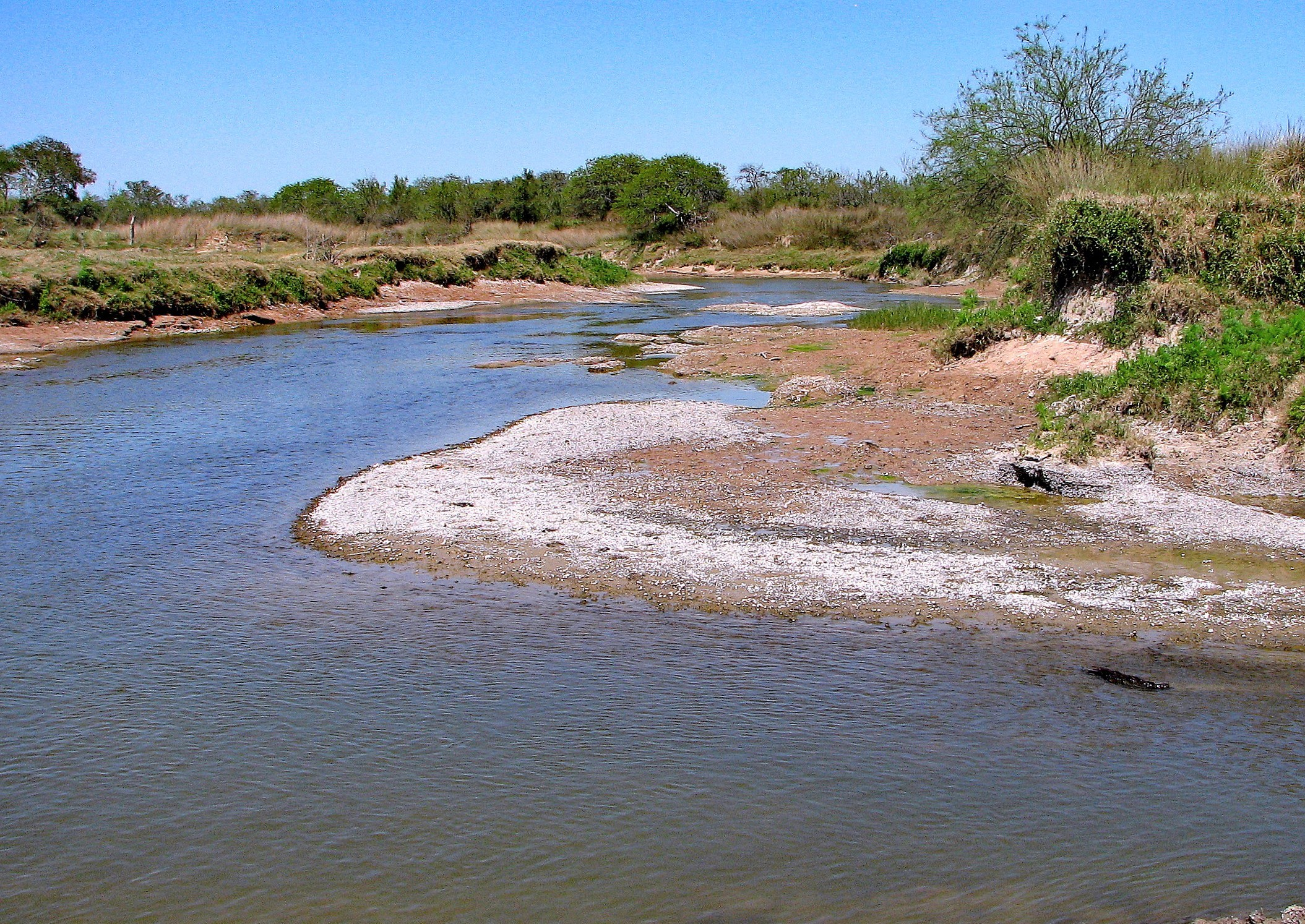
Arroyo Cululú al recibir las aguas del arroyo Corrales, en el punto límite tripartito entre los distritos de Progreso, Grütly y Cululú

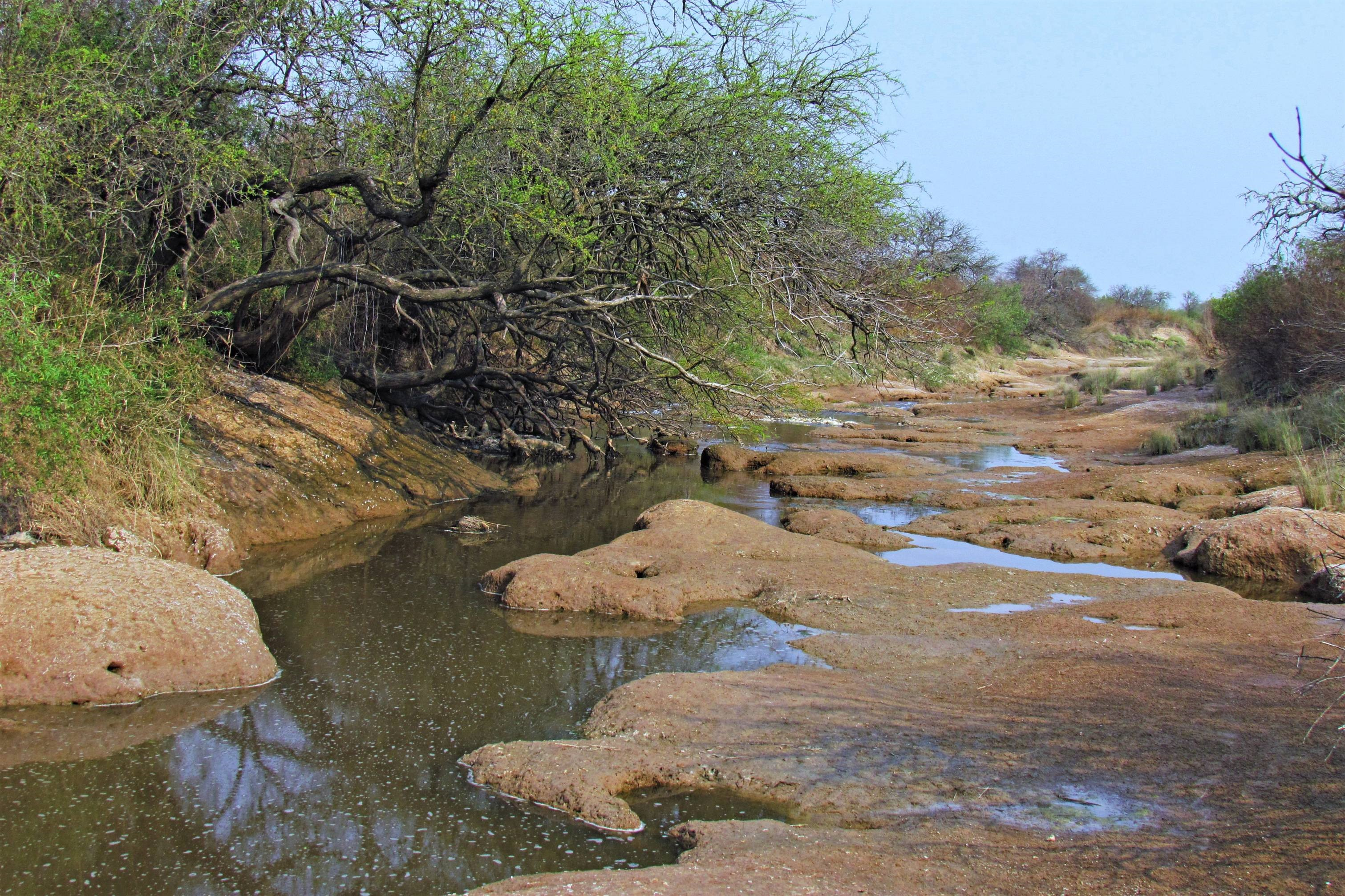
Arroyo Corrales, con su lecho de tosca, en el sector donde hace de límite entre los distritos de Progreso y de Grütly

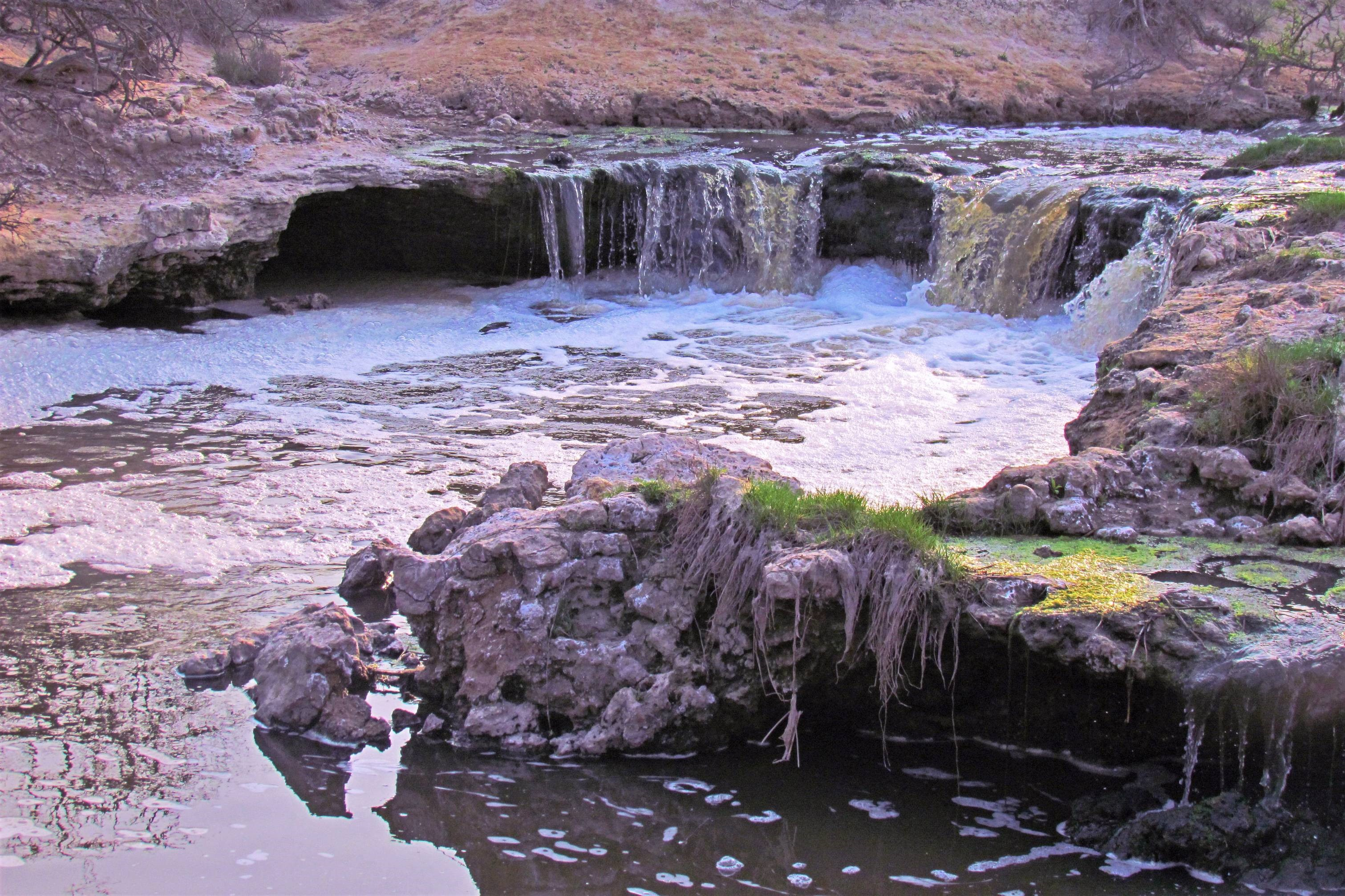
Arroyo Corrales, en el sector donde hace de límite entre los distritos de Progreso y de Grütly, con su característico salto, poco común en la planicie del centro santafesino

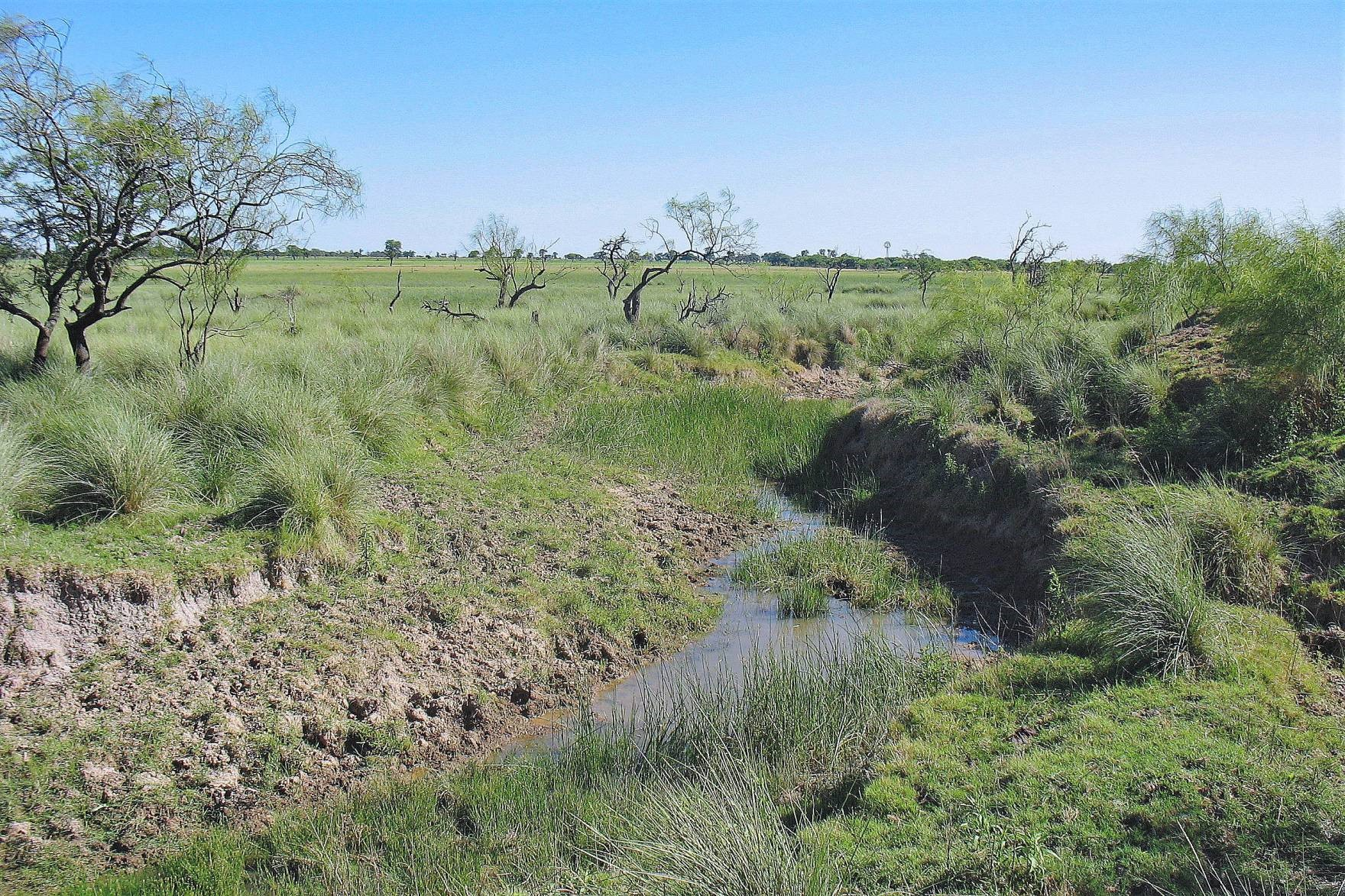
Curso de agua conocido como Badén del Norte, cortando campos en el norte progresino

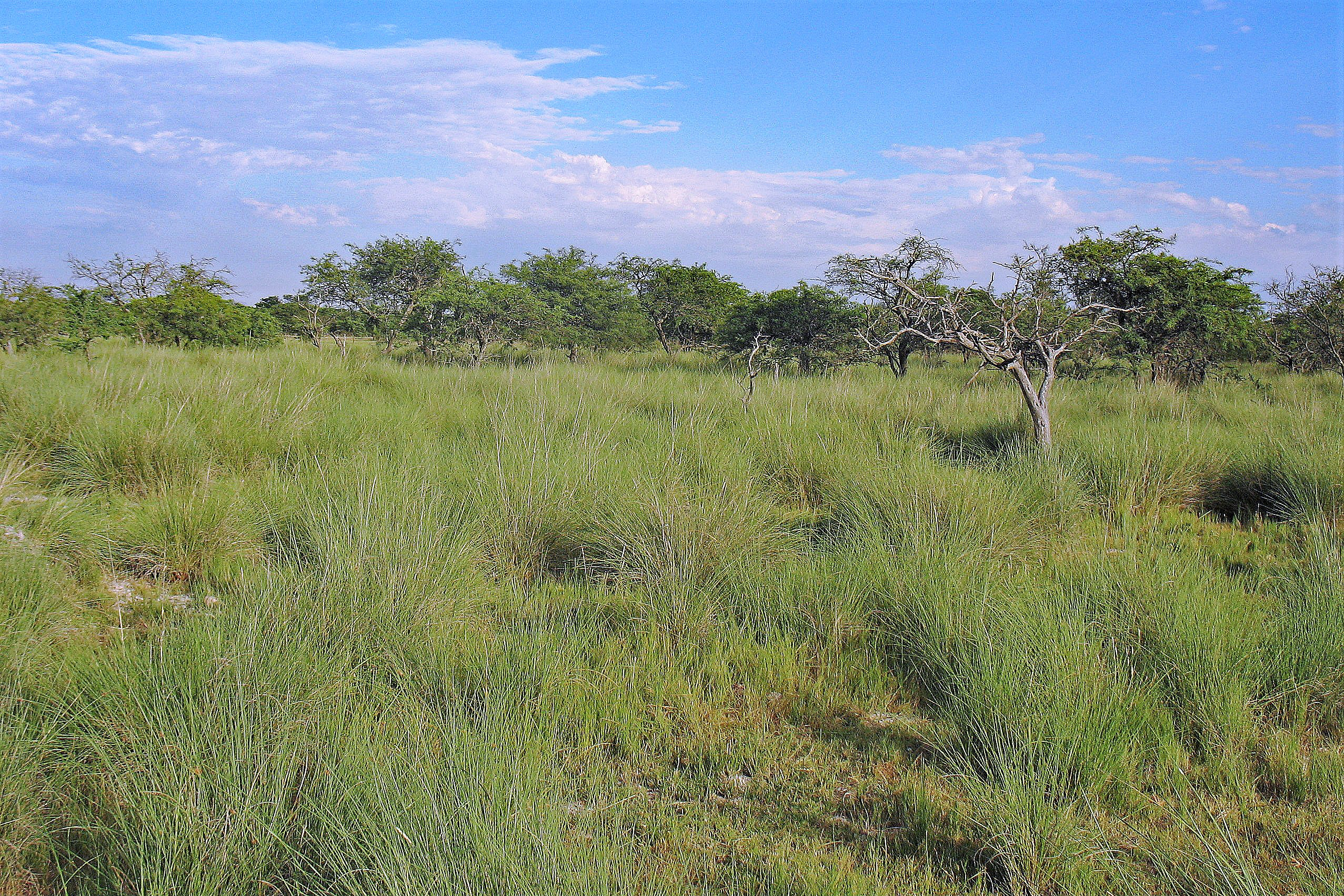
Típica área de espinal, con pastizal y monte, junto al Badén del Norte

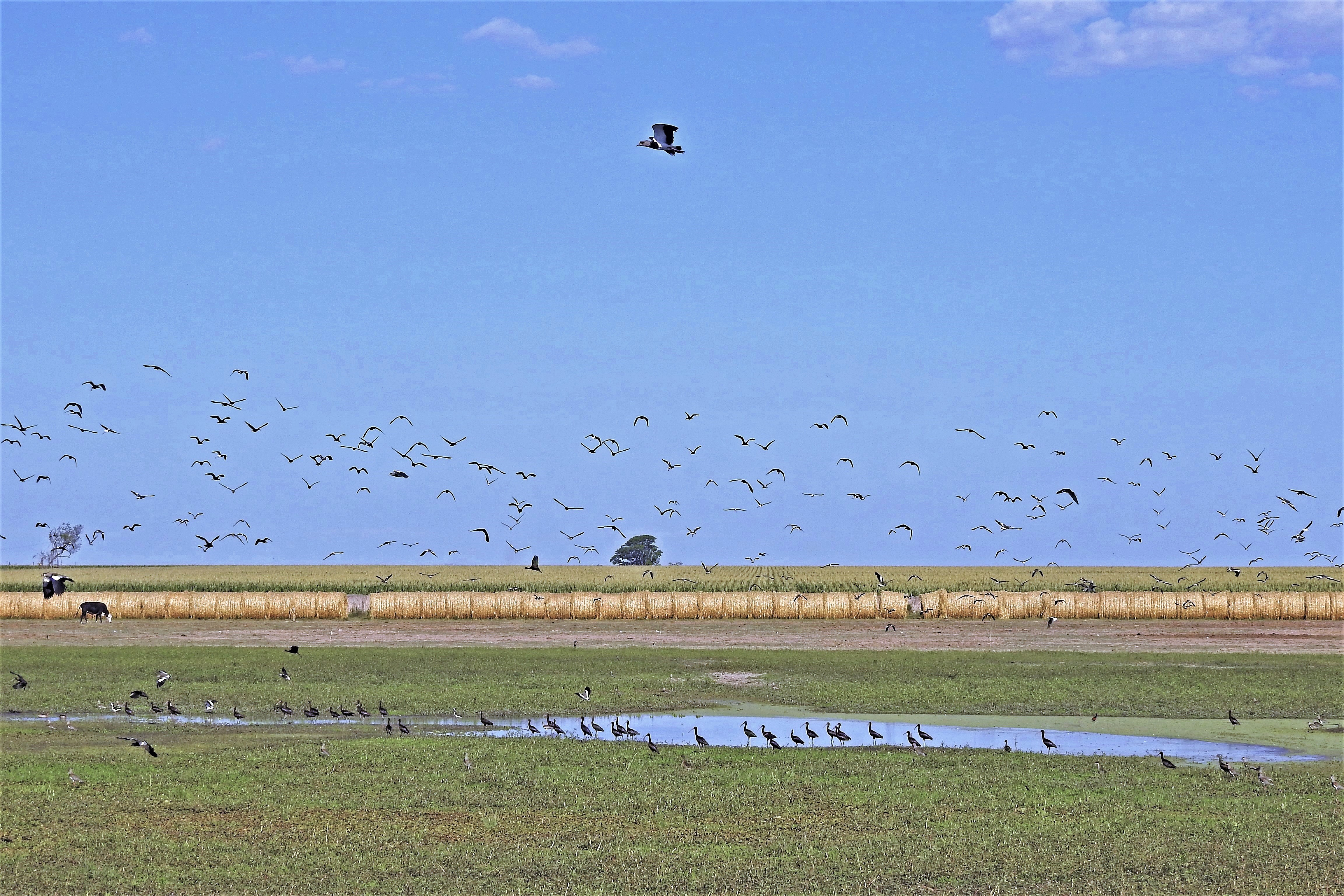
Charca temporaria en un campo, con cuervillos de cañada y teros

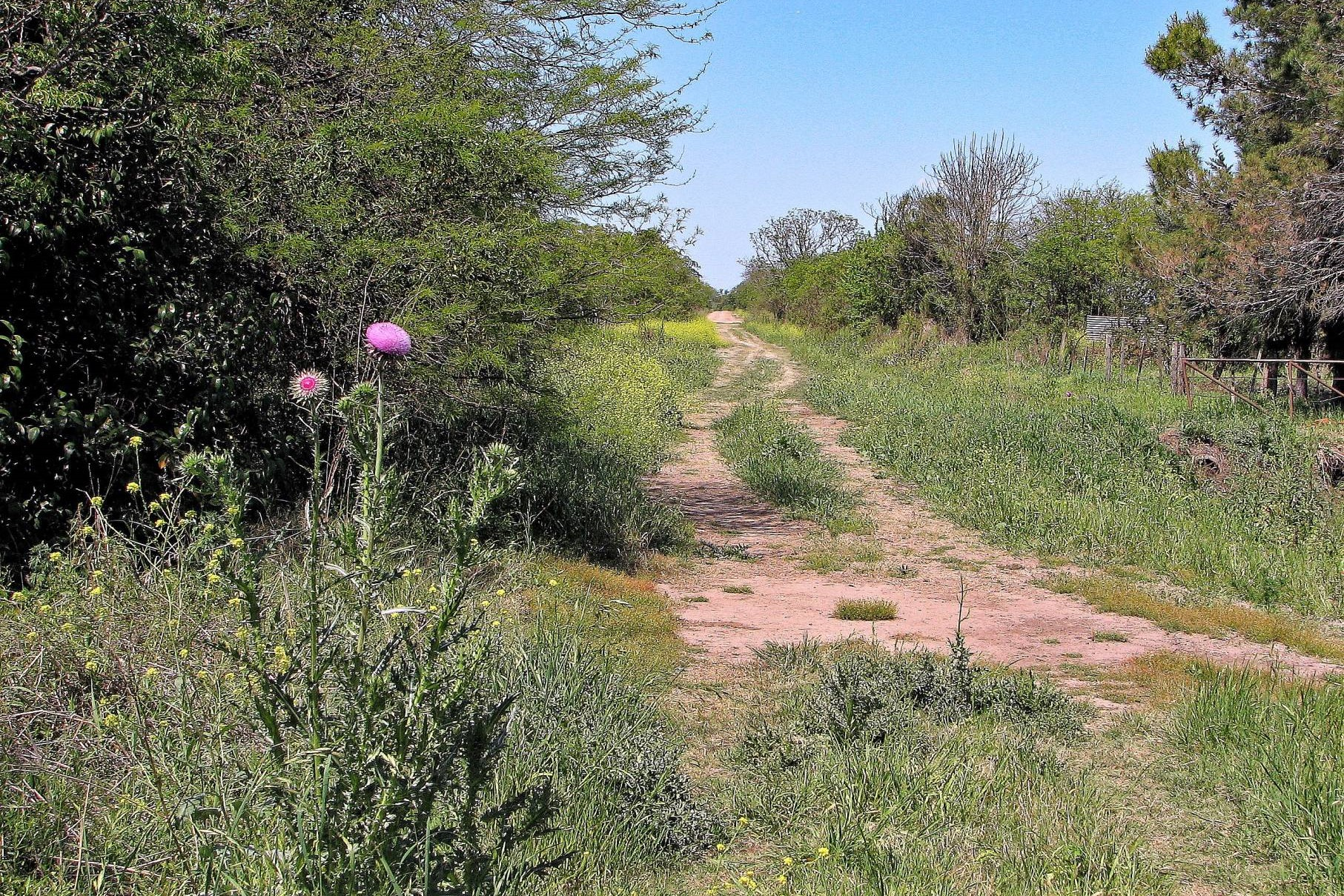
Camino original de la década de 1880, que con la despoblación rural va volviendo a ser parte de la naturaleza

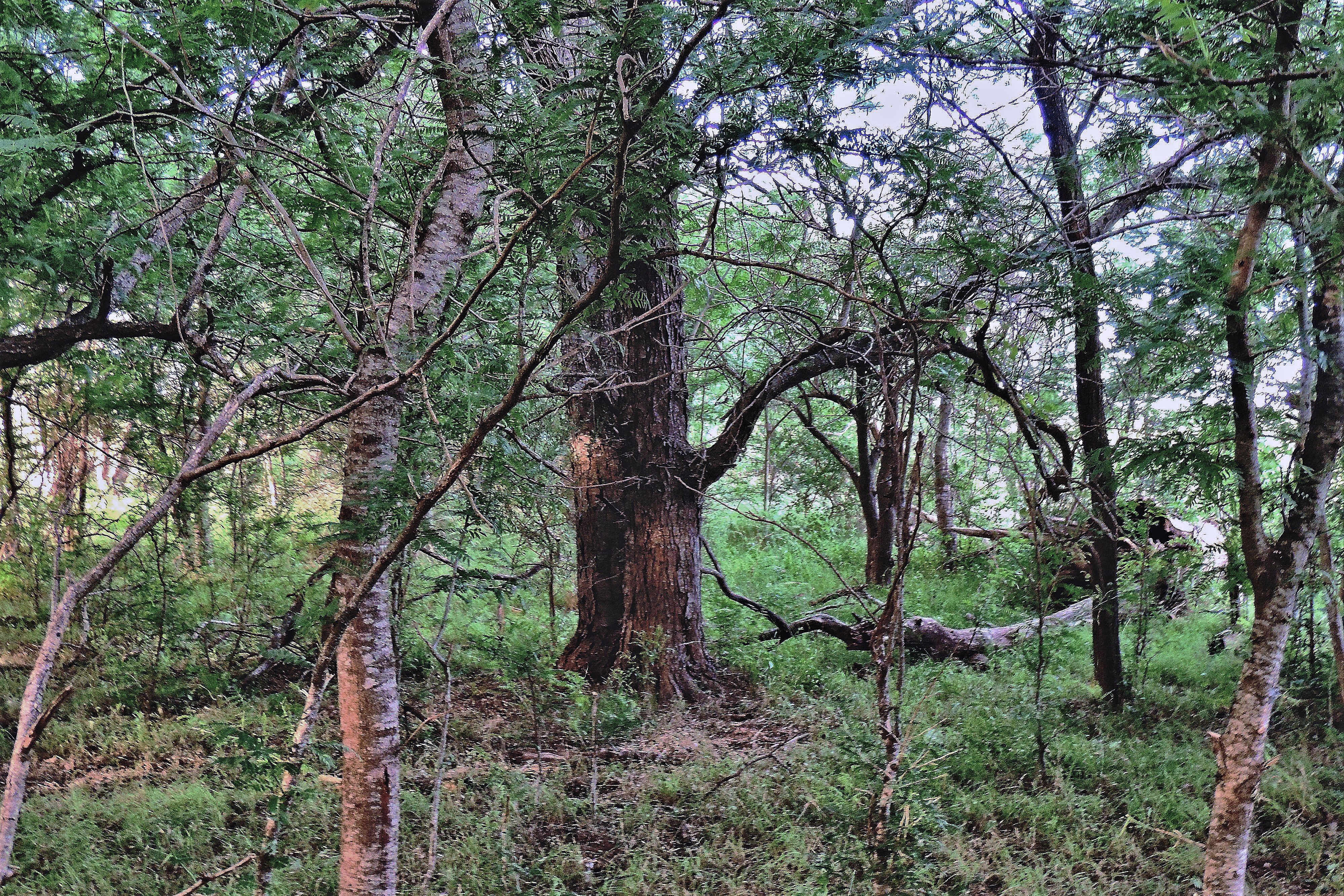
Camino "perdido" entre campos cultivados, con vegetación natural

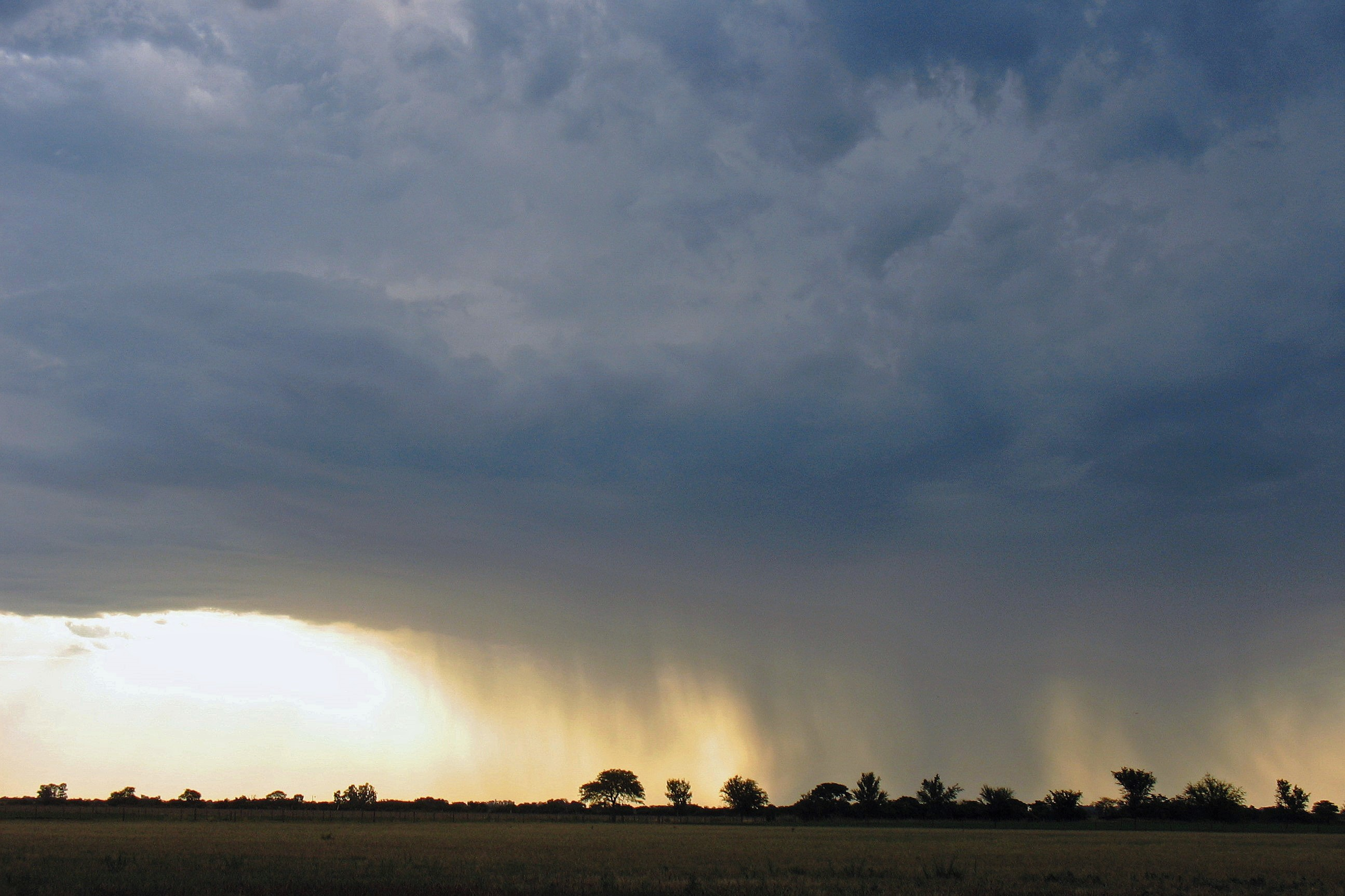
Campo alcanzado por la lluvia

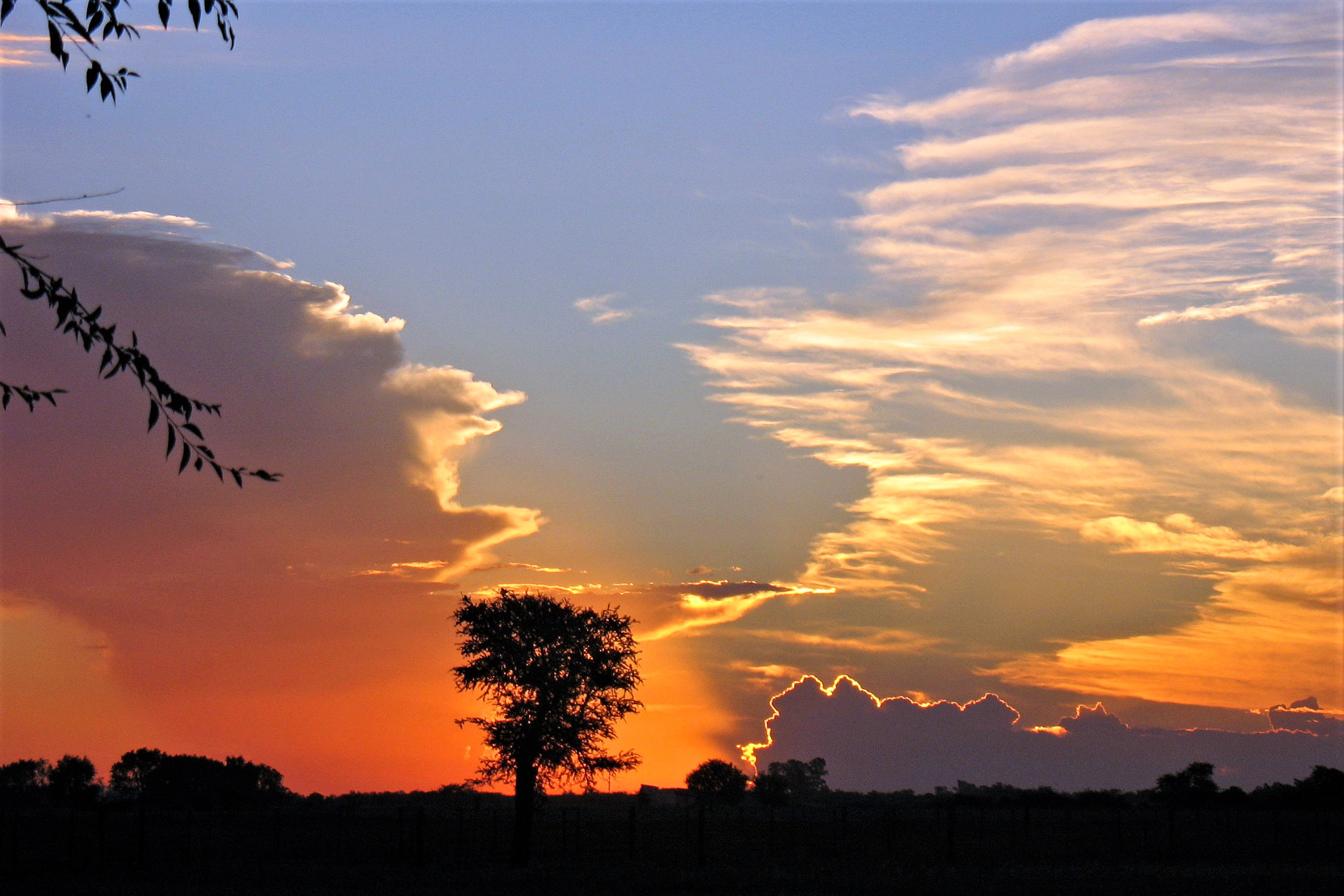
Campo en la zona norte progresina, con fondo de crepúsculo

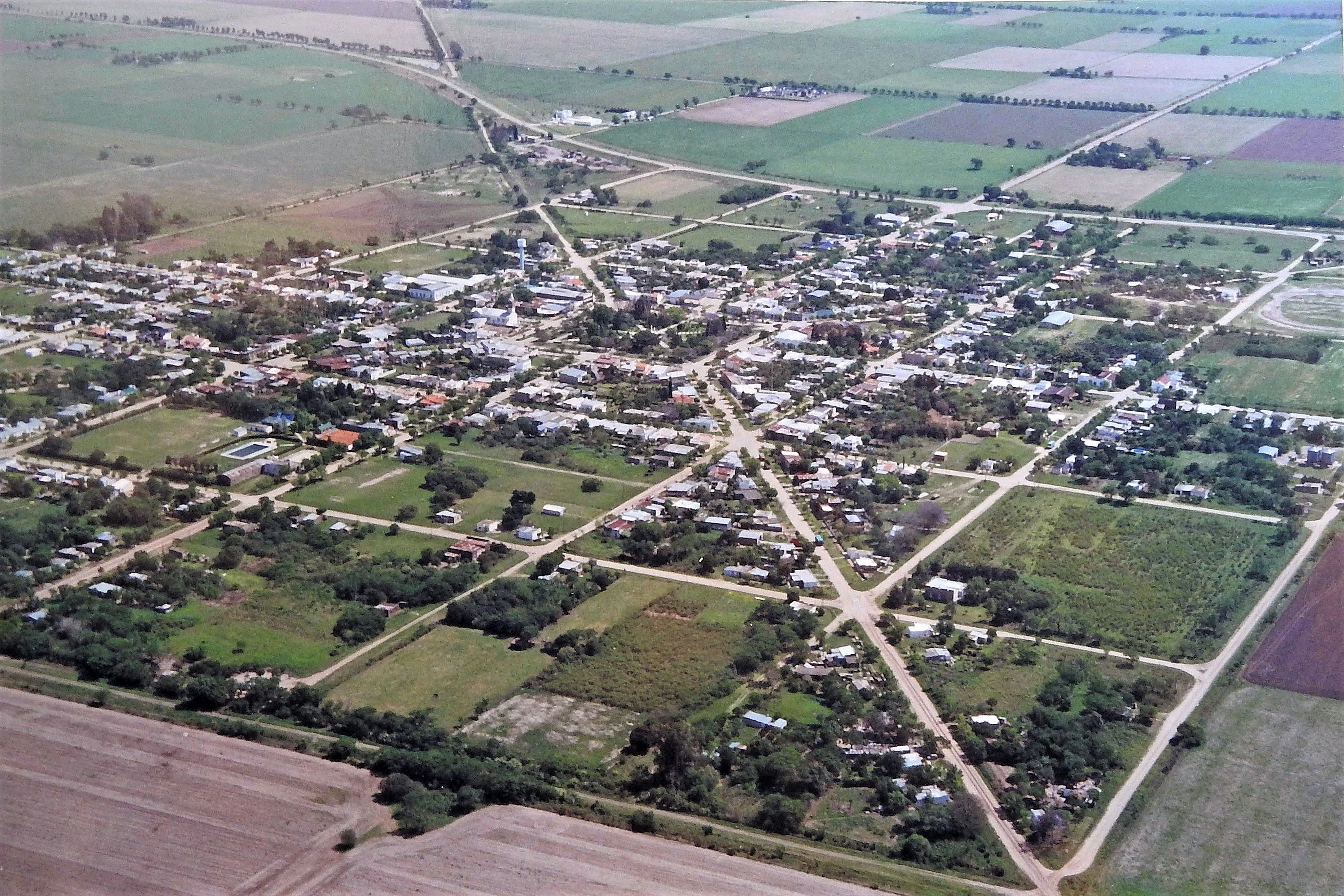
Progreso-Santa Fe-VistaAérea-1996

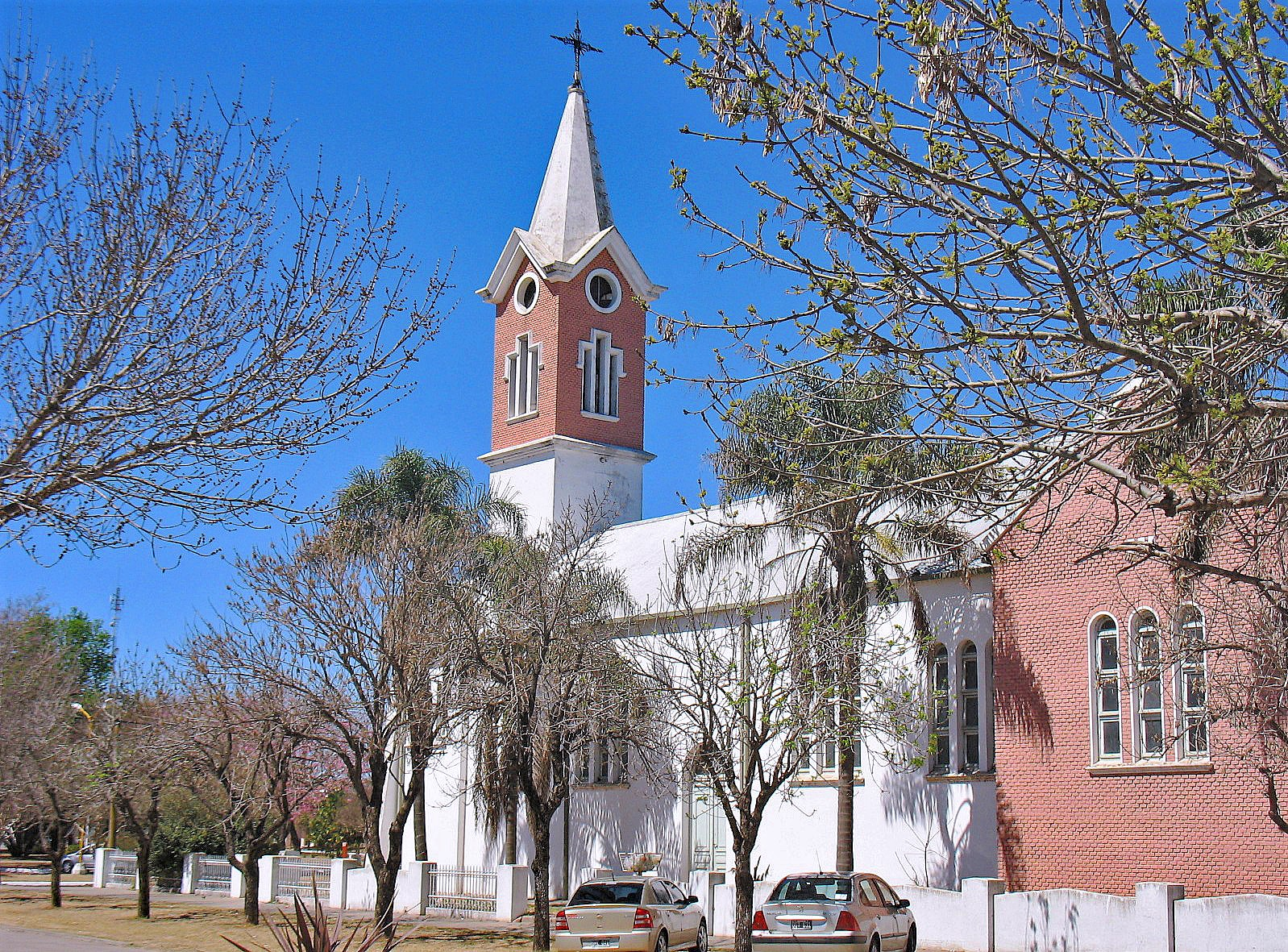
Vista lateral de la Iglesia Católica de Progreso, frente a la plaza

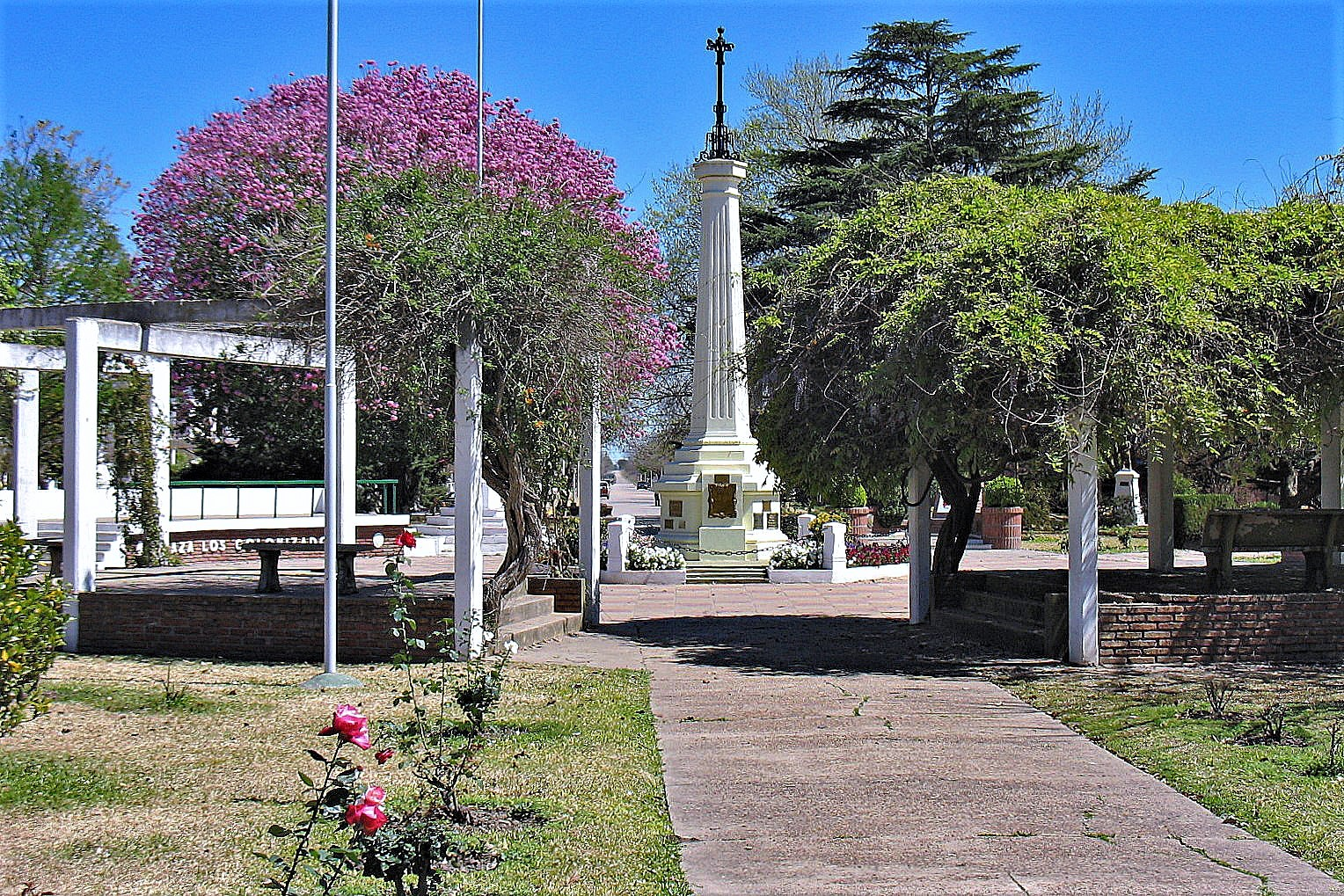
Plaza Los Colonizadores, con el monumento dedicado a fundadores y colonizadores

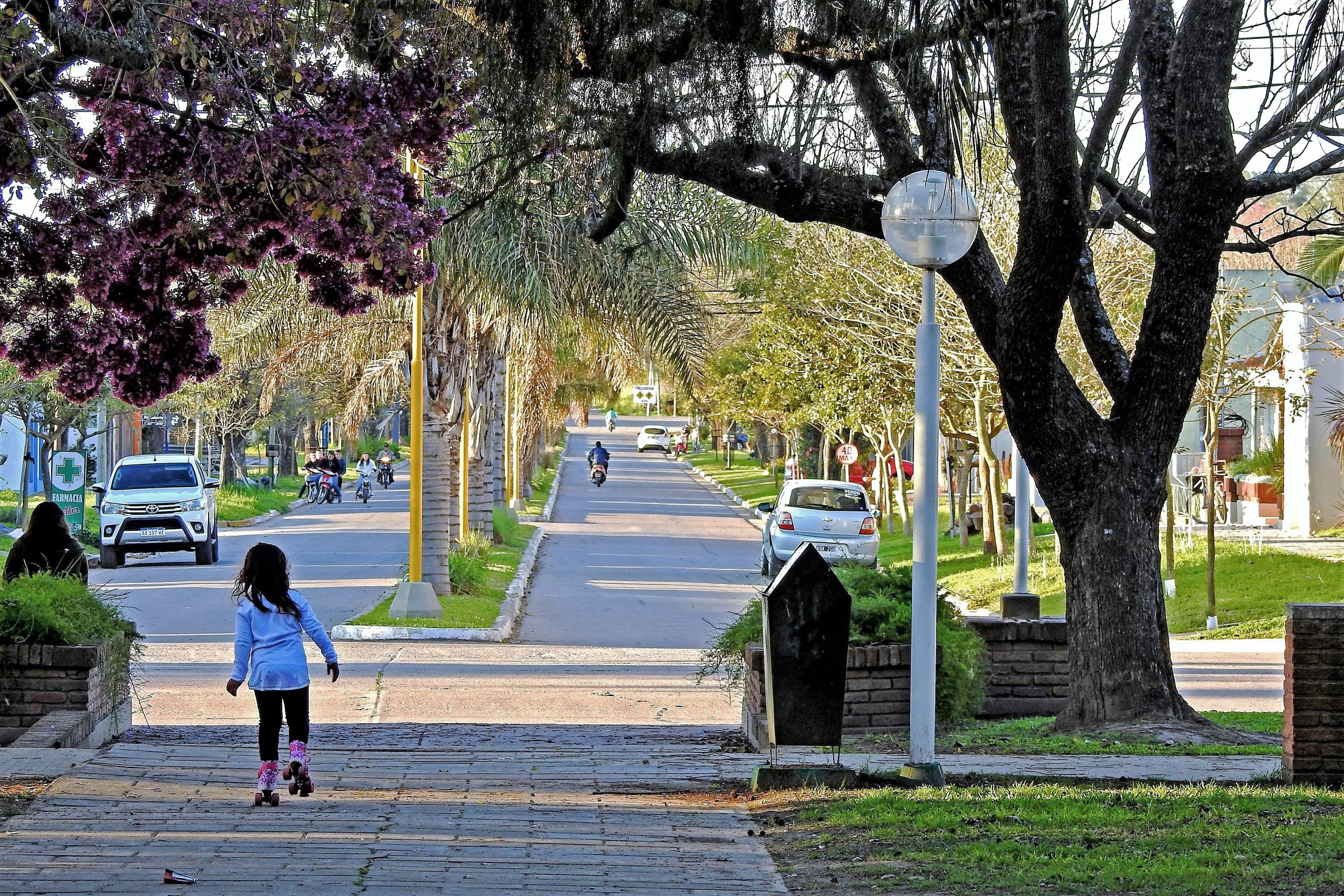
Plaza Los Colonizadores, en el punto donde nace el boulevard 25 de Mayo

Todo el distrito de Progreso constituye una zona de transición, comprendida entre la pampa y el bosque chaqueño, que como ecorregión, se da en llamar “espinal” (por la abundancia de plantas del género Prosopis, como el algarrobo y el ñandubay, que son árboles o arbustos espinosos). Antes de la llegada de los primeros agricultores, Progreso tenía más características de espinal, abundante en isletas de monte que alternaban con sabanas y estepas de gramíneas, montados en llanuras levemente onduladas.
Con la acción transformadora producida por el desmonte, para posibilitar la agricultura, el pastoreo y la reforestación con especies no nativas, su paisaje se ve hoy más pampeano, con predominio de praderas.
Aun persisten relictos de bosque nativo (especialmente en el sur del distrito con abundante cantidad de especies vegetales y animales), que ocupan por lo general sectores deprimidos o acompañan el curso de los arroyos. Las zonas no aptas para la agricultura, destinadas a la ganadería, consiguieron preservar mejor el paisaje, ya que respetan cierta cobertura arbórea (por la sombra), y preserva algunas hierbas nativas (permitiendo finalmente revertir la acción humana y volver a su estado original, en caso de transformar esos parches en una reserva natural). Según qué lugar de Progreso se considere, debe tenerse en cuenta que el distinto grado de conservación de los montes autóctonos y de las plantas silvestres, el cambio del caudal de los arroyos, el cercamiento de terrenos producido por caminos y alambrados, han cambiado de alguna manera y para siempre el paisaje.
El distrito está enmarcado (salvo por el oeste), por tres cursos de agua, los cuales sirven de límite con los distritos vecinos, o corren muy cercanos a éstos: el arroyo Cululú, que recibe a su vez el agua de los arroyos Corrales  y el Badén del Norte (todos con mayor caudal en las últimas décadas, debido a las canalizaciones aguas arriba que derivan el exceso hídrico a su curso). 
Esta circunstancia hace que sus 131 km² no se distribuyan sobre una superficie totalmente plana. Su terreno, con una altura media de 45 m, se extiende en una especie de península que se eleva hasta los 53 m, con forma de cabeza de hueso, alcanzando un ancho de 20 km, y teniendo su base más angosta en Hipatia, donde los dos afluentes del Cululú se aproximan hasta un mínimo de 5 km. Estas tierras altas van declinando suavemente hacia las zonas deprimidas de los arroyos (hasta los 27 m de altura), condición que mantiene las zonas inundables lejos de las tierras agropecuarias y de la localidad (asentada a los 49 m).  
El paisaje cambia siempre con las estaciones, que en Progreso son muy diferentes entre sí: el color de la vegetación varía entre tonos de verdes, marrones y amarillos. El ropaje de los árboles muda en invierno en buena parte de las especies. La evolución de los cultivos transforma el campo recién arado en mares de hojas verdes, de espigas doradas, lino azul, girasoles amarillos, sorgo naranja. Podría decirse que a través de los años los colores del paisaje van cambiando con los cultivos de “moda”.
La lluvia transforma todo: forma innumerables charcos dispersos por todo el terreno, transforma calles en torrentes, y cubre a los caminos de tierra con barro, que si reciben tránsito, quedan con hondas huellas por algunos días. Los costados de los caminos suelen delinearse con zanjones torrentosos. Si la lluvia es copiosa pueden desbordarse los arroyos y formar bañados que permanecen durante semanas.
En este contexto de planicie, se dividió la colonia en concesiones rectangulares, agrupadas en conjuntos de ocho, delimitados a su vez por hileras de caminos paralelos norte-sur, cruzados en noventa grados por otras hileras de caminos este-oeste. Su planta urbana se delineó en el centro de esta trama, completándose el esquema con tres caminos en diagonal que unirían en forma más directa el centro urbano progresino con las colonias circundantes. 
La planta urbana fue proyectada hacia 1881, dividida en manzanas rectangulares, con una plaza cuadrada en el centro. La principal característica fue la unión de cada esquina de la plaza con las esquinas del perímetro urbano, a través de diagonales, diseño pionero en el país para esa época. Las manzanas “cortadas” se transformaron en triangulares y trapezoidales. Progreso, pasó entonces a ser conocido como “el pueblo de las diagonales”.

## Personas destacadas

#### Administración y política
- José María Crespo, el fundador (1830, Paraná – 1913, Paraná) Funcionario público, político y comerciante, reclamó la propiedad de las tierras denunciadas en 1802 por su abuelo Francisco Candioti. Titular de las mismas desde 1873, procedió a colonizarlas, de donde surgió la colonia Progreso en 1881.
- Christian Claus, el colonizador (1830, Alemania – 1916, Progreso). Constructor de puentes y molinos hidráulicos, industrial y agente colonizador. Participó en la fundación de Pilar y de Nuevo Torino, y en la colonización de Colonia Rivadavia, Cululú Sur y María Luisa. Fue el colonizador de Progreso desde su gestación, en 1881, diseñando la colonia, propiciando su poblamiento, administrando la compra-venta de tierras y los pleitos de la comunidad, y gestionando el establecimiento de instituciones públicas y privadas.
- Emilio Hunzicker, el juez de paz (1844, Suiza – se marchó de Progreso después de 1897). Preceptor y maestro como formación, autor del libro “Mi Conversión”, fue el primer titular del Juzgado de Paz de Progreso, en su doble rol de juez de paz y Comisario de Policía, en 1882. Fue el primer funcionario público de la colonia. A partir de 1883, se convirtió en el maestro de la primera escuela fiscal de la colonia (constituida en los primeros años en su propia casa). La Casa de la Cultura local lleva su nombre
- Martín de la Peña, el diputado (1858, Paso Mihura – 1937, Progreso). Estanciero y abastecedor de carne, llegó a Progreso cuando se estaba formando. Interesado por la política desde joven (secretario de la primera comisión de fomento de Progreso, en 1886) fue elegido diputado provincial (por el departamento Las Colonias), en los primeros comicios bajo la Ley Sáenz Peña, en 1912, por el partido radical. Fue reelegido en dos oportunidades, dejando la actuación pública en 1926.

#### Educación y acción social
- Cecilia Claus (de Borsano), la maestra (1882, Esperanza – 1947, Santa Fe).  Llegada a Progreso en 1883, con un año de edad, podría considerársela como la primera maestra progresina. Obtuvo su título en la Escuela Normal de Esperanza, donde se graduó en 1903, volviendo luego a su pueblo, donde fue maestra y directora de la escuela fiscal. Designada en 1939 Presidenta Honoraria de la Asociación de Exalumnos de la Escuela local N.º 341.
- Ana Berg Henze (de Carboni), la “partera” (1904, Progreso – 2005, Santa Fe). A los 17 años a estudiar a Córdoba, donde tomó clases en el Hospital de Clínicas, luego como residente en el Hospital San Roque, obteniendo su título de obstetra en la Facultad de Ciencias Médicas de la Universidad Nacional de Córdoba. De regreso a Progreso, atendió por 40 años los partos de tres generaciones (calculados en alrededor de mil). Fue la primera persona nacida en Progreso que superó los 100 años de edad.

#### Ingeniería y ciencias
- Guillermo Claus, el ingeniero (1888, Progreso – 1943, Santa Fe). Fue el primer profesional universitario en las “ciencias duras”, nacido en Progreso. Recibió el título de ingeniero en Alemania hacia 1910. Vuelto a su país, fue profesor en la Facultad de Ingeniería Química de la Universidad del Litoral (Santa Fe), y concejal santafesino en 1926. Murió trágicamente en Santa Fe al explotar uno de los tanques del laboratorio de una empresa química donde dirigía una investigación sobre destilación del maíz.

#### Religión
- Aldo Büntig Pascuale, el cura tercermundista (1931, Progreso – 1978, Costa Rica). Estudió en el Seminario de Guadalupe, siendo ordenado sacerdote en 1954. Desarrolló su obra religiosa en la parroquia de Alto Verde, barrio marginal de Santa Fe. Estudió tres años en Roma, fue luego profesor en materias teológicas y sociales en distintas universidades del país, y conferencista por todo el mundo. Su acción y su voz nada convencionales a favor de los desposeídos, le valieron desde la década de 1970 persecuciones religiosas y políticas, y ser objeto de atentados. Murió en San José de Costa Rica, donde había viajado a dar una charla para un seminario, según el diagnóstico, por problemas cardíacos.

#### Deporte
- Emiliano Sala, el futbolista (1990, Cululú – 2019, Francia / Reino Unido). Llegado a Progreso a los 3 años de edad, se inició desde pequeño en el Club Atlético y Social San Martín de Progreso, donde jugó hasta los 15 años. Luego de otras experiencias en el fútbol nacional, canalizó su carrera en el fútbol francés. Futbolista del Nantes de la Liga 1 de Francia, falleció en un accidente de aviación el 21 de enero de 2019, al caer la avioneta que lo transportaba en aguas del Canal de la Mancha, tras haber sido transferido al Cardiff City de la Premier League del Reino Unido. El estadio del club donde nació futbolísticamente, lleva en homenaje su nombre.

#### De raigambre popular
- Juan Leguizamón, el gaucho (1861, Quilino, Córdoba – 1893, Progreso). Tenido como licenciado de las fuerzas que actuaron en la campaña contra el indio en el norte santafesino, quedó como gaucho errante, deambulando por los campos en busca de trabajo ocasional, viéndose envuelto en grescas y duelos, y acusado de cuatrero, de raptos de mujeres y muertes de colonos. Para otros, era un gaucho con principios nobles, que repartía la hacienda robada entre los pobres, que no tenía ninguna muerte probada, que su condición de matrero era su única condena social. Llegó a la zona del Cululú, siendo apresado por la policía de Progreso. Detenido y exhibido como reo, fue abatido en circunstancias nunca aclaradas, como era de justicia entonces. Sus hazañas y su triste final fueron creciendo con los años en el imaginario progresino.
- Mercedes Santillán (de Hernández), la curandera paraguaya (ca.1858, zona del Cululú, río Salado – 1946, Progreso). Curandera y partera, que “se enfrentó a los indios por lo menos tres veces”, alcanzó la dimensión de leyenda. Criolla con sangre indígena, la calificaban de “paraguaya” por la nacionalidad de su esposo, un soldado de esa nacionalidad que había combatido en la Guerra del Paraguay, y “escapado” luego al centro santafesino. Con yuyos, hierbas y aceites, con palabras y oraciones, con grandes vírgenes y santos en un altar, con fe, amor y paciencia, curaba todo: las enfermedades y los males del alma. Y la gente la fue convirtiendo en una santa.
- Los 861 (los colonos colonizadores). Los 861 pobladores que vivieron en Progreso en algún momento de la década de 1880 (solo por colocar un límite), nacidos entre 1815 y 1889, en la nueva tierra, o en otras jurisdicciones del país o del extranjero, habitantes rurales y urbanos, que dejaron registrado en esa década su nombre en la colonia, y algún otro rastro de presencia. Aquellos a quienes se dedicó el monumento en el centro de la plaza de Progreso.

## Familias vinculadas
La tabla siguiente presenta el apellido que identifica a familias o grupos familiares, por orden alfabético, que han estado vinculados a Progreso en sus primeros 100 años de vida (entre 1881 y 1981). Las fuentes utilizadas en cada caso han sido civiles, religiosas, escolares, administrativas, censales, y de cualquier otro origen: sólo fueron necesarios documentos que hayan registrado los hechos vitales y las acciones tomadas por algún miembro de esa familia en ese lapso. Se han resaltado los apellidos soportados por lo menos por tres registros documentados, circunstancia relacionada con la antigüedad de la familia en Progreso, con el tiempo que ha vivido en la localidad, y con el grado de participación en los eventos locales.
| Abraham    | Buchholz      | Copes             | Gamero        | Knusel       | Monteferrario | Rey          | Strubbia     |
| Acher      | Bude          | Corazza           | Gandini       | Krahn        | Morando       | Richter      | Tallone      |
| Acosta     | Büntig        | Córdoba           | García        | Kreutzer     | Morcillo      | Rinaldi      | Tatangelo    |
| Adise      | Burgi         | Costa             | Garello       | Kunichek     | Muga          | Ríos         | Tausendschön |
| Aguirre    | Bürklin       | Crespo            | Garro         | Lagger       | Müller        | Risoldt      | Tendero      |
| Albani     | Bustamante    | Crespo - Candioti | Garza         | Lahournere   | Musso         | Rissi        | Theiler      |
| Alioni     | Buttarelli    | Crippa            | Gaudín        | Lainatti     | Nagel         | Risso        | Theler       |
| Alloatti   | Caffaro       | Cruciani          | Gazzano       | Lang         | Nattkemper    | Riva         | Tissembaum   |
| Allochis   | Calandri      | Cuffia            | Geese         | Langone      | Navarro       | Rivero       | Toffoli      |
| Amarilla   | Caliani       | Cullen            | Geisler       | Lauenstein   | Nazario       | Rodríguez    | Toninetti    |
| Ambrosio   | Calza         | Curti             | Gerlero       | Lauxmann     | Niello        | Rosa         | Toopeck      |
| Ansaldi    | Cambursano    | Dalibón           | Gessler       | Lazarte      | Nithak        | Rosenstein   | Trabert      |
| Antuña     | Caminos       | Dardel            | Ghilardi      | Lehmann      | Núñez         | Rossler      | Tritten      |
| Appó       | Cammisi       | Davidovich        | Gietz         | Lehnn        | Obermeyer     | Ruben        | Trivelli     |
| Arce       | Campagnucci   | De la Peña        | Giordano      | Lepore       | Ockstat       | Rudolf       | Trossero     |
| Armando    | Campillo      | De la Riva        | Giraudo       | Leurino      | Oggioni       | Rufenacht    | Turri        |
| Arnold     | Cantoni       | Degener           | Grissani      | Leyendecker  | Oriez         | Sacavino     | Ursprung     |
| Arzuffi    | Capellino     | Demateis          | Gonem         | Lezcano      | Osella        | Sahda        | Valero       |
| Ayub       | Capra         | Demonte           | González      | Linares      | Osner         | Salera       | Valiente     |
| Bacca      | Caravaca      | Denner            | Gorosito      | Loiblin      | Oswald        | Salvucci     | Van Strate   |
| Balañá     | Carboni       | De Petris         | Graffione     | Lorenz       | Oyola         | Salzmann     | Vega         |
| Balbuena   | Cardozo       | Divo              | Grasso        | Lotto        | Pagliano      | Sánchez      | Velázquez    |
| Banderali  | Carlen        | Dobler            | Grether       | Loza         | Pahud         | Sandra       | Verceloni    |
| Barbieri   | Carni Valenti | Domínguez         | Grosso        | Lucca        | Palomeque     | Sangalli     | Viano        |
| Baretta    | Carril        | Donna             | Guerín        | Luder        | Paneiva       | Santillán    | Viglianco    |
| Barlasina  | Carrizo       | Dönning           | Heinen        | Luqui        | Pardo         | Sarandón     | Villarroel   |
| Barthelemy | Casalis       | Dramboew          | Henares       | Manera       | Pascuale      | Sassia       | Villaseñor   |
| Bartsch    | Castelli      | Dutto             | Henze         | Mansilla     | Paz           | Scandalo     | Villata      |
| Barzaghi   | Castillo      | Eberhardt         | Hernández     | Maquiel      | Pecile        | Schaberger   | Vives        |
| Basualdo   | Castro        | Elsener           | Herren        | Marangón     | Peloud        | Schmidt      | Wollenweider |
| Battke     | Catellani     | Estrada           | Herzog        | Marchesi     | Perassi       | Schneider    | Wachendorff  |
| Baumann    | Catelli       | Fadul             | Heuser        | Marchionatti | Pereira       | Schroeder    | Wagner       |
| Bayer      | Cattaneo      | Falchini          | Heymo         | Marty        | Pérez         | Schulz       | Walker       |
| Bebilacqua | Cavagna       | Fankhauser        | Hilbe         | Massaglia    | Perren        | Schwaikardt  | Walter       |
| Bechelli   | Cavallero     | Farías            | Hilgert       | Mattiller    | Perret        | Schwieters   | Webb         |
| Bedu       | Cavallo       | Fassel            | Hirschi       | Mbyu         | Petit         | Scorciaffico | Weber        |
| Benelli    | Cazzulo       | Felchlin          | Hoffer        | Meier        | Pino          | Senn         | Weder        |
| Benzaquen  | Cejas         | Feldmann          | Holland       | Meister      | Poissot       | Serafino     | Wegher       |
| Berraz     | Cellenza      | Fermi             | Hosch         | Melamedoff   | Poppino       | Silvas       | Weidmann     |
| Bertero    | Cerutti       | Fernández         | Host          | Melgratti    | Pozzo         | Silvestre    | Wellig       |
| Bertolino  | Chabert       | Ferreyra          | Hubely        | Meolans      | Praun         | Sinturión    | Wermer       |
| Bertone    | Cherifoli     | Figueroa          | Huber         | Merín        | Preda         | Sirro        | Wesser       |
| Bettique   | Chiabrera     | Fink              | Hülsberg      | Merke        | Presser       | Skreb        | Westfahl     |
| Blondey    | Chialvo       | Fiorito           | Hunzicker     | Merlo        | Pruvost       | Skrebailo    | Wettstein    |
| Boasso     | Chiappero     | Fischer           | Hurtado       | Meyer        | Quaino        | Sodero       | Widder       |
| Bochud     | Chiarinotti   | Fontana           | Huwiler       | Meynet       | Quintana      | Solís        | Yacobe       |
| Bock       | Chiaro        | Foos              | Iribarne      | Michel       | Quiñones      | Soltermann   | Zacarías     |
| Bonacina   | Christe       | Freire            | Iringer       | Michelini    | Quiroga       | Spekuljak    | Zambano      |
| Bonamino   | Chutá         | Frey              | Jennerich     | Micheloud    | Ramírez       | Spezotti     | Zamora       |
| Bonomi     | Claus         | Friebös           | Junco         | Minetti      | Ramos         | Spies        | Zárate       |
| Borgonovo  | Cocco         | Furlotti          | Kalbermatter  | Molinuevo    | Ramos Merilla | Staats       | Zenclussen   |
| Borrmann   | Colleoni      | Galizzi           | Kern          | Möller       | Reinaudi      | Steinbach    | Zimmer       |
| Brasca     | Colombano     | Gallardo          | Klemensiewicz | Molteni      | Reinheimer    | Stessens     | Zimmermann   |
| Bravo      | Colombo       | Galopín           | Klettke       | Mondino      | Renk          | Stiefermann  | Zonca        |
| Bricco     | Constabel     | Galoppo           | Klingler      | Monserrat    | Restelli      | Stocker      | Zwiener      |

### Sitios gubernamentales
- Sitio provincial (enlace roto disponible en Internet Archive; véase el historial, la primera versión y la última).
- Sitio Relevamiento Patrimonial de la Provincia
- Sitio federal (IFAM) Instituto Federal de Asuntos Municipales

### Ubicación geográfica y datos del tiempo
- Coordenadas geográficas
- Coord. geográficas e imágenes satelitales

### Medios de comunicación
- Antena 5 93.5 MHz.
- Libre 99.9 MHz.
- 104.9 Radiobar (enlace roto disponible en Internet Archive; véase el historial, la primera versión y la última).

- Datos: Q11700724
- Multimedia: Progreso, Santa Fe / Q11700724